# 第4回十字軍
第4回十字軍（1202年–1204年、英語：Fourth Crusade）とは、ローマ教皇インノケンティウス3世の呼びかけで13世紀初頭に実施されたラテン・キリスト教徒の軍事遠征である。この遠征の目的はイスラム教徒が支配するエルサレムを奪回することであり、エジプトに本拠を置くムスリム王朝アイユーブ朝を打倒することが意図されていた。しかし、経済的および政治的な一連の出来事が重なり、十字軍は当初の計画とは異なり、1202年のザラ包囲戦および1204年のコンスタンティノープルの略奪へと進んでしまった。この結果、十字軍と彼らの同盟者であるヴェネツィア人によるビザンツ帝国の分割、すなわち「ローマ帝国領土分割」が行われ、「フランク人の支配（フランコクラティア）」として知られる時代が到来した。
遠征前、ヴェネツィア共和国は十字軍の指導者たちと契約を結び、遠征軍を輸送するための艦隊を建造することとなった。しかし、指導者たちはヴェネツィアから出発する兵士の数を大幅に過大想定してしまっていたことに加え、多くの兵士がベネツィアを経由せず他の港から出発したため、ヴェネチアに集まった十字軍は契約金額を共和国に対して支払うことができなかった。代替案として、ヴェネツィアのドージェ（元首）エンリコ・ダンドロは、そのころ共和国に対して反乱を起こしていたアドリア海東岸の都市ザラ（ザダール）を攻撃するために十字軍に協力を求めた。こうして、1202年11月、ザラは包囲され、略奪された。これにより、カトリックの都市がカトリックの十字軍によって初めて攻撃されるという事態が発生し、インノケンティウス3世が発した同じキリスト教徒を攻撃しないようにとの呼びかけを無視する形となった。ザラはその後、ヴェネツィアの支配下に置かれた。この報告を受けた教皇は、一時的に十字軍を破門した。
1203年1月、エルサレムに向かう途中で、十字軍の指導者たちはビザンツ帝国の皇太子で当時亡命中であったアレクシオス・アンゲロスと結び、主力軍をコンスタンティノープルに転進させ、彼の父で廃位されていたイサキオス2世アンゲロスを皇帝に復位させ、イサキオス皇帝がその後、エルサレム遠征に協力するという協約を結んだ。1203年6月23日、十字軍の主力軍はコンスタンティノープルに到達したが、他の部隊（おそらく大多数の十字軍）はアッコへと進んだ。
1203年8月、包囲戦を経てアレクシオスはアレクシオス4世アンゲロスとして父と共に共同皇帝として戴冠された。しかし、1204年1月、彼は民衆の反乱によって廃位され、十字軍は約束された報酬を得られなくなった。1204年2月8日、アレクシオス4世が殺害されると、十字軍は都市の完全な征服を決断し、1204年4月にコンスタンティノープルを占領し、その膨大な財宝を略奪した。以降、十字軍の一部しか聖地へ向かうことはなかった。クシー領主アンゲラン3世、レスター伯シモンら著名な十字軍参加者は、ザラおよびコンスタンティノープルへの攻撃に反対し、これらに加わることを拒否して十字軍から離脱した。
コンスタンティノープルの征服後、東ローマ帝国はニカイア帝国、トレビゾンド帝国、エピロス専制侯国の3つの国家に分裂した。十字軍はその後、ラテン帝国を中心とする十字軍国家を東ローマ帝国の遺領に築き、フランコクラティアと呼ばれる時代を作り上げた。これにより、東ローマ帝国の後継国家や第2次ブルガリア帝国との戦争が程なく始まった。最終的にニカイア帝国がコンスタンティノープルを奪還し、1261年7月に東ローマ帝国が復興された。
第4回十字軍は、東西教会の分裂を決定的なものにしたと考えられている。この遠征は東ローマ帝国に取り返しのつかない打撃を与え、その衰退と崩壊を早めた。コンスタンティノープルでの略奪と数千人の死者により、帝国では兵士、資源、人員、および資金が枯渇し、極度に脆弱な状態に置かれた。また、帝国はバルカン半島、アナトリア半島、エーゲ海の島々の大部分をも失い、大幅に縮小した領土を持つ帝国として復興したが、その後も勢力を拡大し続けるオスマン帝国の侵略に対して脆弱なままであり、最終的には1453年に東ローマ帝国が滅亡する結果となった。

## 背景

### 聖地喪失
1187年、アイユーブ朝スルタン：サラディンはレヴァント地域の大半を制圧し、遂には聖地エルサレムまでもがサラディンの手に落ちた。そして、この聖地陥落という悲報により、あらたな十字軍遠征、第3回十字軍が行われることとなった。この時、ウトラメールの残された十字軍の勢力はたった3つの沿岸都市のみであった。（＝ティルス・トリポリ・アンティオキア）
1189年に聖地奪還のために始動した第3回十字軍は、エルサレムを奪還することなく終わった。聖地奪還という主要目標を達成できずに終わったこの遠征ではあったが、遠征のおかげでその周辺地域を征服することには成功し、エルサレム王国を再建することができた。エルサレムは依然としてムスリム支配下に置かれていたが、アッコやヤッファといった主要沿岸諸都市を十字軍の支配下に置くことができたのである。1192年9月2日、十字軍とサラディンとの間でヤッファ条約が締結された。この条約により十字軍は終了し、その後3年と8か月の間履行され続けた。
この十字軍は、西ヨーロッパ出身の封建諸侯たちと東ローマ帝国との長期にわたる対立関係を著しく激化させた遠征としても目されている。第3回十字軍中、陸路でドイツから聖地へと向かった神聖ローマ皇帝フリードリヒ1世は道中東ローマ帝国の首都コンスタンティノープルを包囲攻撃する寸前まで帝国との仲が悪化していた。これは当時の東ローマ皇帝イサキオス2世アンゲロスが皇位主張者テオドロス・マンガファスに対する対応に追われ、その間に帝国政府がフリードリヒ率いる十字軍に対してダーダネルス海峡を平和裏に通行させるという外交政策をしくじったことが原因である。またフリードリヒ帝が進軍の最中にセルビア王国の領主ステファン・ネマニャと友好的な条約を締結したり、第2次ブルガリア帝国のイヴァン・アセン1世から支援と忠誠を誓う書状を受け取ったりしたことにより、東ローマ帝国は彼がバルカン半島での諸勢力の帝国からの分離・離反を画策しているのではないかと疑うようになっていた。また、イングランド王リチャード獅子心王も帝国の領土であったテマ・キプロスに対して攻撃し、挙句の果てには占領すらしていた。最終的に、キプロス島当地に苦戦したリチャード王は、帝国に返還するのではなく、かつて東ローマ派であった十字軍諸侯モンフェラートにエルサレム王の座を奪われていたかつてのエルサレム王ギー・ド・リュジニャンに島を譲渡した。
1193年3月4日、十字軍との条約の失効を前にサラディンが亡くなった。彼亡きあとのアイユーブ朝では内部対立が勃発し、彼の息子たち3人と彼の兄弟2人の計5人が争うようになった。この時のエルサレム王アンリ2世はサラディンの跡を継いでスルタンとなったアル＝アズィーズ・ウスマーンと条約の延長を取り決めた。しかし1197年、聖地に現れたドイツ諸侯から成る十字軍により、両国間の平和は終わりを迎えた。アンリ王の許しを得ることなく十字軍はサラディンの弟アル＝アーディルの治めるダマスカスに対して攻撃を仕掛けた。アーディルは十字軍からの攻撃を受け、十字軍支配下の港町ヤッファに対する攻撃を敢行した。そして悲運なことに、ちょうどこの頃アンリ王が急死した。国王の突然の死により、ヤッファに対する救援軍の派遣は行われず、ヤッファ市街はアーディル軍の手に落ちた。しかしドイツ諸侯は王国北部でベイルートを制圧した。
アンリ王の死後、エルサレム王位はエメリー・ド・リュジニャンが継承し、1198年7月1日にはアーディルと再び講和条約を締結。5年8か月の平和条約が両国間で承認された。この条約では現状の勢力範囲の維持が取り決められ、ヤッファはアイユーブ朝の支配下に、ベイルートは十字軍の支配下に置かれた。またシドンは両国間で共同統治されることも取り決められ、シドンからの税収は両国で折半されることとなった。またヤッファの防御施設は2度と建設されないよう破壊されることも取り決められた。1204年3月1日、平和条約が失効するまでの間にアーディルはエジプト（1200年併合）並びにアレッポ（1202年併合）を自勢力下におくことに成功しており、失効する頃にはエルサレム王国はアイユーブ朝に包囲される形に陥っていた。

### コンスタンティノープル
コンスタンティノープルは第4回十字軍が行われる874年前から存在する由緒正しき都市であり、またキリスト教世界で最も規模の大きい洗練された都市であった。コンスタンティノープルは、主要な中世の都市の中でもほぼ例外的に、古代ローマの市民構造、公共浴場、フォーラム、記念碑、そして水道橋などを機能する形で保持し続けていた。最盛期には、約50万人の人口を抱え、20キロメートル（約13マイル）にわたる3重の壁で守られていた。またこの都市は計画的に造成された都市であるため、コンスタンティノープルは東ローマ帝国の首都であるだけでなく、地中海から黒海へと続く交易路、さらには中国、インド、ペルシャへと続く交易活動を支配する商業中心地となっていた。その結果、西側の新興国家、特にヴェネツィア共和国にとっては競争相手となっており、魅力的な標的ともなっていた。
1195年、東ローマ皇帝イサキオス2世アンゲロスが宮殿でのクーデターに遭遇し彼の弟によって廃位させられるという事件が起きた。クーデターを成功させた弟は、アレクシオス3世アンゲロスとして東ローマ皇帝に即位し、イサキオスの目をつぶし視力を奪ったうえで帝国から追放した。軍事的才能に劣っていたイサキオスは統治能力も芳しいものではなく、帝国国庫の資金を浪費した上でヴェネツィア海軍に軍事力を依存しきっていたといい、また彼の支援者に軍事物資や金銀財宝を湯水のごとく配り歩いていたこともあり、帝国の防衛力は大いに弱体化していた。そんなイサキオスを廃して皇帝に就任したアレクシオス3世であったが、かれもまたイサキオスと大して変わらない程度の資質の持ち主であった。自身の皇帝としての立場の強化を試み、国庫を破綻させた。アレクシオスは辺境地域の防衛を担う半自治的な指揮官らの買収に奔走し、帝国防衛並びに外交政策を軽視していた。また彼の筆頭艦隊提督（皇后の義兄弟）ミカエル・ストリフォノスは自身の艦隊の装備品を何から何まで売り払い、自身の財としていた。

## ヴェニスでの会談

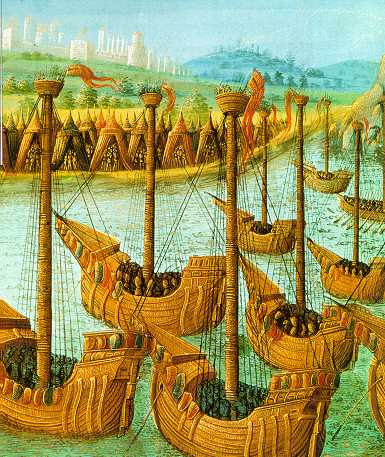
コンスタンティノープルに上陸するヴェネチア共和国海軍を描いた細密画。 15世紀製作

1198年1月、インノケンティウス3世はローマ教皇に就任した。彼はローマ教皇としての最初の職務を新たな十字軍遠征を促す説教であるとし、その意図は教皇勅書en:Post miserabileで表明さした。しかし彼の呼びかけはヨーロッパの君主たちの殆どに無視された。ドイツは教皇の権力と対立しており、またイングランドとフランスはまだ互いに戦争を続けていた。しかし、1199年、フルク・ド・ヌイイの説教によって新たな十字軍が組織されることとなった。同年にシャンパーニュ伯ティボー3世がアスフェルで開催した馬上槍試合大会の場において、十字軍実行が取り決められたのである。ティボー伯はその後指導者に選ばれたが1201年に亡くなり、代わりにモンフェッラート侯ボニファーチョ1世が後任となった。ボニファーチョ侯は同じくモンフェラート侯のコンラート1世の兄弟であり、コンラートがティルスで亡くなった後に侯爵位を継承した身であった。
1200年、ボニファーチョと他の指導者たちはエジプトへの兵員物資輸送に関する交渉するため、ヴェネツィア共和国、ジェノヴァ共和国並びにその他の都市国家に使節を送った。その使節の中には後に歴史家として名をあげることとなるフランス人騎士ジョフロワ・ド・ヴィルアルドゥアンも含まれていた。以前までの十字軍はパレスチナを目標とする遠征であり、一般的には十字軍に敵対的なムスリム勢力が治めるアナトリア半島をゆっくりと進む行程を取り、大規模で組織立っていない陸上遠征軍から構成されているという特徴を有していた。しかしこの頃の東地中海におけるムスリム勢力の中心はエジプトであった。しかし加えて、エジプトはヴェネツィアにとって主要な貿易相手でもあった。そんなエジプトへの攻撃は明らかに海上作戦となることが予想され、それには強力な艦隊・海軍力が必要だった。エジプトへの十字軍遠征についてジェノヴァは全く興味を示さなかったが、1201年3月、エンリコ・ダンドロ率いるヴェネツィアとは交渉が行われた。そして十字軍とヴェネツィアとの間で、33,500人の十字軍兵士を輸送する契約が結ばれた。エンリコは、ヴェネツィア共和国にとってこの瞬間こそが富、名声、土地、そして聖地における貿易ルートを獲得する機会であると考えていたのである。この合意により、ヴェネツィア人は1年間の歳月をかけて、艦船の建造並びに船員訓練を行うこととなった。その代償としてヴェネツィアの商業活動は制限されることとなった。ヴェネチア艦隊が輸送する兵員は、4,500人の騎士（および4,500頭の馬）、9,000人の従者、そして20,000人の歩兵からなると想定されていた。
1202年10月初めにヴェネツィアから出発した十字軍の大部分はフランス出身であった。ブロワ、シャンパーニュ、アミアン、サン＝ポル、イル＝ド＝フランス、ブルゴーニュなどの地域の人々が含まれていた。他にも、フランドルやモンフェッラートなどヨーロッパの他の地域からもかなりの数の部隊が送られていた。特筆すべき集団としては、ペリス修道院（en:Pairis Abbey）の修道院長マルタン（en:Martin of Pairis）とハルバースタット司教コンラッド・ヴォン・クロジククに率いられた神聖ローマ帝国領出身の部隊が挙げられる。これらの十字軍はヴェネチアのドージェ・エンリコ指揮下のヴェネツィア軍と共に、1203年6月24日に出航し直接アイユーブ朝の首都カイロを目指す予定であった。この合意は教皇インノケンティウス3世によって承認され、キリスト教国家への攻撃を厳禁する誓いが立てられた。

## 目標転換

### ザラへの攻撃

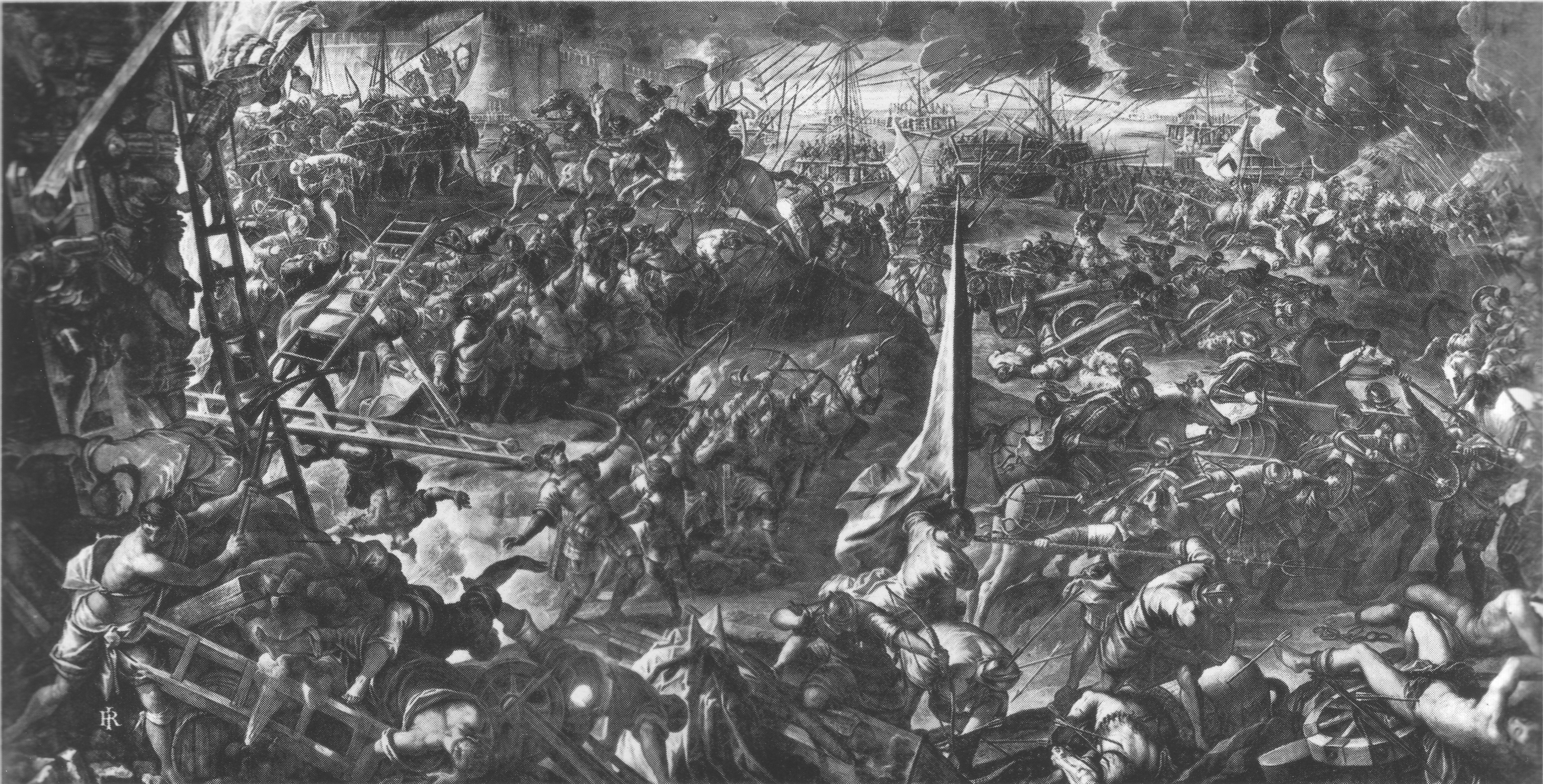
ザラを攻め立てる十字軍。ティントレット作

ヴェネツィアからの出航を取り決めた十字軍ではあったが、何もヴェネツィアからの出航を強制する法的拘束力のある取り決めがなされていたわけではなかった。それ故、参加者の中にはフランドル、マルセイユ、ジェノバといったほかの港町を出発地点に選ぶものも多かった。1202年5月までの間に、十字軍参加者の多くがヴェネツィアに集結したが、その数は想定をはるかに下回る規模であった。想定では33.500人集結するはずであったが、実際集まったのは約12.000人（騎士4000～5000、歩兵8,000）だけであったのだ。一方のヴェネツィア側は、協定通りの数だけ軍船並びに水兵を準備していた。ヴェネツィアの港には50隻の戦闘用ガレー船と450隻もの輸送船が待機していたのである。（実際に集結した兵士の3倍も収容できる規模である。）老齢で盲目であったエンリケは既に取り決められた85,000枚の銀硬貨の支払いがなされない限り出航しないとしており、この時集結した十字軍は35,000枚しか支払うことができなかった。ヴェネツィア側は追加で14,000枚の硬貨が支払われるまで十字軍をヴェニスに収容し続けた。ヴェネツィアは1年間もの間商業活動を停止してまでして船舶建造等の遠征準備を行っていたため、支払いの遅延は彼らにとっても死活問題であった。またこれらの船舶の操船には14,000人から2～3万人もの人数が必要であった（当時のヴェネツィアの総人口が6⁻10万）こともヴェネツィア共和国に経済に大打撃を与えた。
ドージェとヴェネツィア共和国は対応に追われていた。十字軍からの支払いがいくら少ないとはいえ、十字軍を解散してしまうとヴェネツィアの優位性が失われたり、経済的交易的損失を被る可能性も考えられた。そこでダンドロは十字軍に対して、アドリア海沿岸に広がる港町に対する戦役に参加することで資金不足分を帳消しにするという提案を行った。この提案は結果としてダルマチア地方の港湾都市ザラ包囲戦につながった。この港湾都市は12世紀にはヴェネツィア共和国によって経済的支配を受けていたが、1181年に共和国に対して反乱を起こし、その後ハンガリー王並びにクロアチア王であったイムレ王と同盟を締結した。ヴェネチアはザドラ奪還を目論んだものの失敗に終わり、1202年までに都市はイムレ王の保護下においてヴェネチアからの経済的完全独立を果たしていた。
ザダルの独立を支援したイムレ王はカトリック教徒であり、彼自身も1195年または1196年に十字軍への参加を表明していた。そんなイムレ王の支配下にあるザダルに攻撃を仕掛けるという提案に十字軍参加者の多くは拒否感を示し、レスター伯シモン・ド・モンフォール率いる部隊に至っては、ザダルへの攻撃に参加することなく故郷に帰還したか、あるいは自分たちだけで聖地へ進軍したという。教皇特使として十字軍の下に派遣されていた枢機卿ピエトロ・ディ・カプアは十字軍遠征が完全に失敗に終わるのを防ぐためには致し方ない処置だとしてこの動きを承認していたものの、ローマ教皇はこの流れに対して警告を発したうえに十字軍指揮官らに対して破門をチラつかせる書状を送り付けた。
1202年、ローマ教会のギリシャ正教会に対する優位性の維持を熱望していた教皇インノケンティウス3世ではあったが、十字軍に対して同じキリスト教地に対していかなる凶悪な行為も禁ずるというお触れを出した。しかしこのお触れは十字軍がザダル攻撃を開始するまでに届かなかった。1202年11月10－11日に十字軍の大半はザダル市街に到着し、その後攻撃が開始された。ザダルの市民は十字軍に対して自分たちがカトリック教徒であることを示そうと試み、窓や城壁から十字架が描かれた旗を振るなどしたが、もちろん功を奏さず、同年11月24日に包囲戦を経て市街は陥落した。十字軍兵士やヴェネチア人たちは町中を荒らしまわり、両者は戦利品の分け前を巡って争いを起こしすらした。その後十字軍内の軍規は取り戻され、指揮官たちはザダルでの越冬にみな同意し、その間この語の遠征について協議が行われることとなった。なお、ザダルの防衛設備はヴェネチア軍によって破壊された。
のちにザダルでの惨劇の報を耳にしたローマ教皇は十字軍指揮官に対して破門宣告を行い、聖地奪還の誓いを果たすべくエルサレムへの進軍を続行するよう命じる書状を送った。教皇からの手紙を受け取った指揮官たちは、この破門宣告が十字軍兵士らの士気を下げ解散に追い込まれる可能性を憂慮し、手紙の内容を兵士らに伝えなかった。翌年2月、十字軍はヴェネチアによってザダル攻撃を強制された身であったとして、ヴェネチア人以外の十字軍参加者に対する破門宣告は撤回された。

### コンスタンティノープルへ

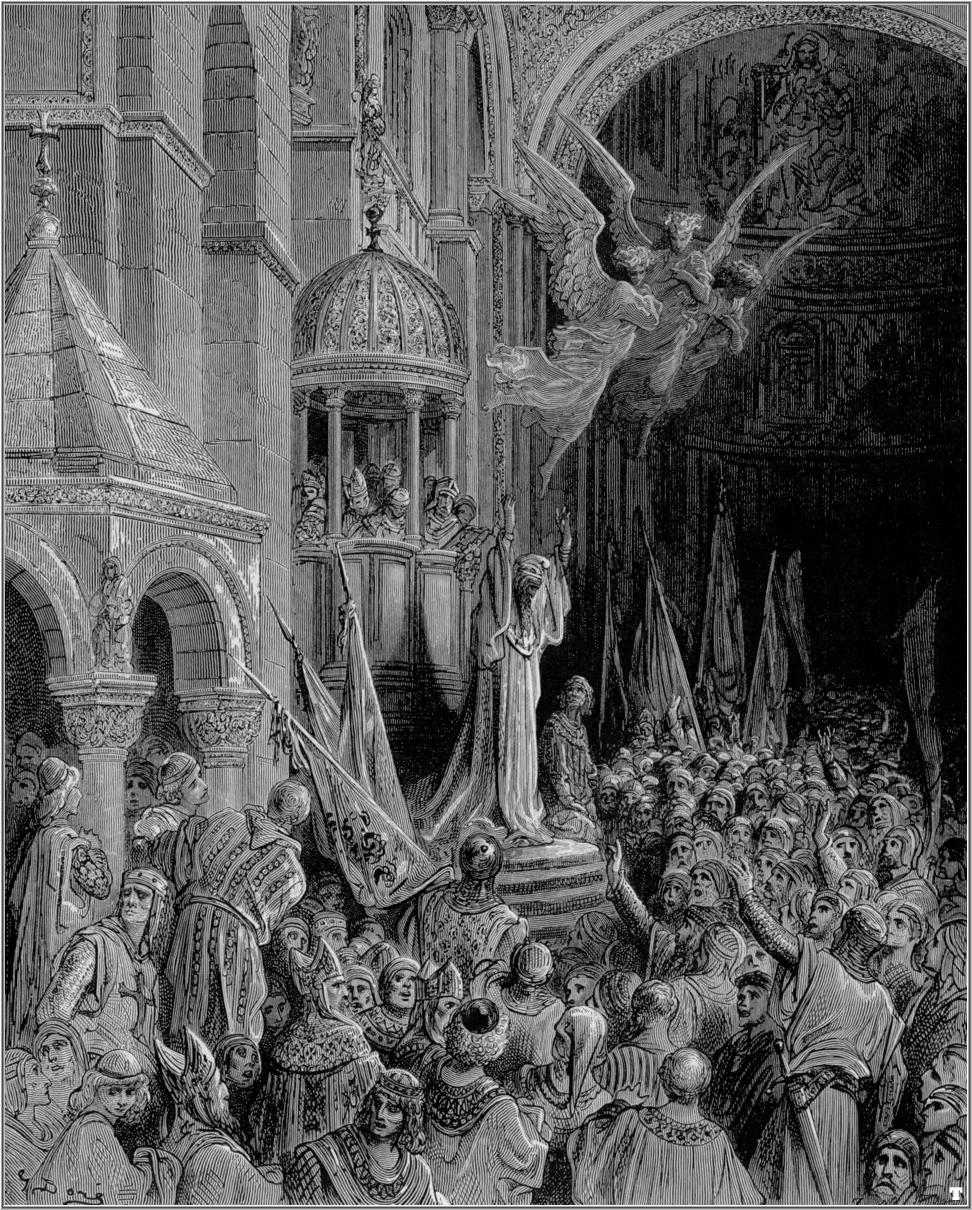
『十字軍を鼓舞するダンドロ』ギュスターヴ・ドレの作品

ヴェネツィア共和国は東ローマ帝国と経済的に対立しており、また1182年にはラテン人虐殺事件がコンスタンティノープルで起きていたことより、ヴェネチア人のビザンツ帝国並びに低国民に対する敵意は深まる一方であった。ノヴゴロド第一年代記によれば、ドージェのエンリコ・ダンドロは1171年、使節の一員としてコンスタンティノープルを訪れた際に皇帝マヌエル1世コムネノスによって盲目にさせられたと伝わり、この出来事によりダンドロ自身もビザンツ帝国に対し強い敵意を抱いていたとつたわる。
一方、十字軍筆頭司令官のボニファーチョ1世は十字軍がヴェネツィアを出港する前にヴェニスを離れ、従兄弟のシュヴァーベン大公フィリップの元を訪れていた。訪問の理由についてはいまだに議論を呼んでいる。ヴェネチア人の策略を見抜き破門を防ぐためにあえて本隊から離れたという説や、フィリップ大公の下に当時亡命していた東ローマ皇族アレクシオス（アレクシオスはフィリップの義兄弟であり、廃位された皇帝イサキオス2世アンゲロスの息子であった。）との面会を望んでいたからであるという説が存在する。アレクシオスは1202年に大公の下に逃げ込んできたばかりであったが、その件がボニファーチョの耳に届いていたのかどうかは分かっていない。アレクシオス皇太子は彼らに対して、十字軍が背負う借金を全て肩代わりし、十字軍に200,000枚もの銀硬貨を支払い、また10,000人もの東ローマ正規軍の提供、また聖地での500人の騎士の維持とエジプトへ兵士を運ぶための海上輸送の請負、更にはギリシャ正教会のカトリック教に対する服属といった諸条件を提示し、それの見返りにコンスタンティノープル遠征と自身の皇位就任のためのアレクシオス3世アンゲロスに対する軍事遠征への協力を十字軍らに求めた。1203年1月1日、ザダラで冬営中の十字軍本隊にもこの魅力的な条件は伝えられた。
ドージェのダンドロはコンスタンティノープル遠征計画の熱烈な支持者であったが、かつて帝国への使節参加経験から帝国での政治の成り行きを理解していたダンドロは、アレクシオス皇太子が提示した条件の実現はほとんど見込まれないだろうことを理解していた可能性が高い。当のボニファーチョは皇太子との取引に賛同し、ボニファーチョ侯と皇太子はケルキラ島に停泊していた十字軍艦隊の元へ向かった。（艦隊は既にザドラを出港していた。）その他の十字軍指揮官もまた、ダンドロからの賄賂を手にしていたこともあり皇太子との取引に最終的に賛同した。コンスタンティノープル遠征が取り決められた矢先、十字軍では新たな問題が発生した。ルノー・ド・モンミライユ率いる部隊がコンスタンティノープル遠征への参加を拒否し、単独でシリアに向けて出港したのである。残った十字軍本隊は、1203年4月の終わりごろ、60隻のガレー船・100隻の軍馬輸送船・50隻の大型輸送船（すべては10,000人のヴェネチア人水兵によって操船された。）という構成でケルキラ島を出港した。また道中に300台もの攻城兵器が船舶に搭載された。十字軍のコンスタンティノープル遠征計画が実行に移されたとの報告を受けた教皇は慎重な態度をとり、十字軍に対しては十字軍の誓いを果たす際に積極的な妨げになる場合を除いて同じキリスト教徒を攻撃してはならないとする命令を発したが、明白に彼らの計画を非難することはなかった。

### 帝都の守り
1203年7月23日、十字軍はコンスタンティノープルに到着した。この時帝都コンスタンティノープルには約50万人の帝国民、ヴァラング親衛隊5000人を含む約15,000人の帝都守備兵が在住しており、また20隻のガレー船が停泊していた。コンスタンティノープルの防衛力は政治的・経済的理由により制限されており比較的少数規模の精鋭部隊しか駐屯していなかった。これまでのコンスタンティノープルはたびたび外敵の脅威にさらされていたが、その都度周辺地域や辺境地域からの援軍が帝都に馳せ参じることで事なきを得ていた。しかし今回は十字軍があまりにも唐突に表れたことで援軍の要請などが今まで以上に難しくなり、東ローマ側は極めて劣勢に追い込まれた。十字軍の主目標はアレクシオス皇太子を帝位につかせ、それにより彼が約束した銀貨の支払いをもらい受けることであった。Conon of Bethuneは東ローマ皇帝アレクシオス3世アンゲロスが派遣してきたランゴバルド人使節団に最後通牒を突きつけた。アレクシオス3世アンゲロスは皇太子の叔父であり、皇帝であった皇太子の父親に対して反乱を起こした末に帝位を簒奪したうえで皇帝の座を獲得したのであるが、廃位された皇帝や亡命に追い込まれた皇太子の主張なぞには全く関心を持っていなかった。帝国では、世襲における帝位継承は採用されておらず、宮廷での兄弟間の争いは違法なものと認識されていなかったからである。十字軍は先手を打って帝都に対して攻撃を仕掛けたが、帝国の郊外にあるカルケドン・ユスキュダルといった都市から押し出された。しかしその後の小競り合いで、たった80騎のフランク騎兵で500人のビザンツ兵を打ち破った。

### 1203年7月の包囲戦

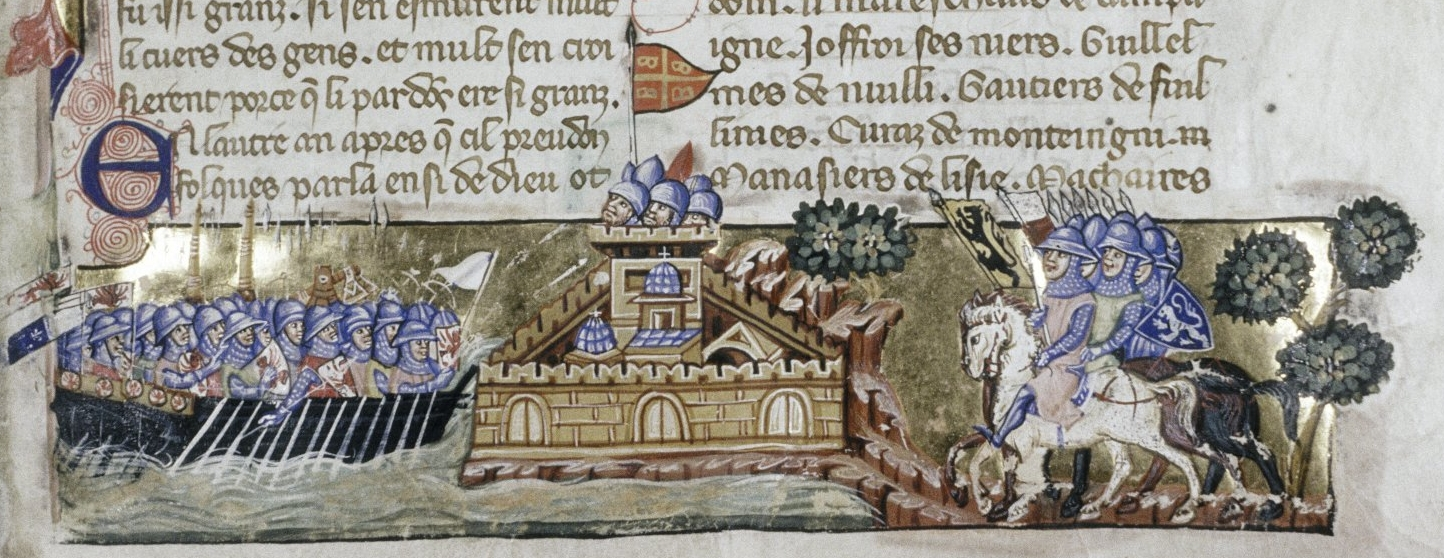
コンスタンティノープルを攻め立てる十字軍（1330年ごろの作品）

包囲を開始した十字軍であったが、帝都を攻め落とすにはボスポラス海峡を渡海する必要があった。そして約200隻の輸送船、軍馬輸送船、ガレー船が狭い海峡を越えて兵員の輸送を開始した。対するアレクシオス3世はガラタ塔北部の海岸線に沿ってビザンツ軍を布陣させた。十字軍は上陸するや否や騎馬隊による突撃を敢行し、ビザンツ軍は戦列を崩して南に敗走し始めた。敗走するビザンツ軍の追撃を行った十字軍は、続けてガラタ塔を包囲した。ガラタ塔は金角湾の入り口に浮かぶ巨大な防鎖の一端を担う砦であり、塔はイングランド人・デーン人・イタリア人などから成る傭兵部隊によって守られていた。7月6日、十字軍の艦隊の中で最大の規模を誇る軍艦 Aquila号（ 鷲 の意）が湾の入り口の防鎖を破壊して金角湾への侵入に成功した。この時戦利品として獲得された巨大な防鎖はアッコに輸送されて聖地の防衛用に用いられた。
ガラタ塔への攻撃はその後も続けられた。塔に立てこもる傭兵部隊は定期的に塔から打って出て包囲する十字軍に向けて突撃を行ったが、成果は芳しくなく、逆に痛手を被ることもしばしばあった。ある日、いつも通りに打って出て攻撃を行った傭兵部隊が塔への撤退に失敗し、それに付け込んだ十字軍は傭兵部隊に対して激しく凄惨に反撃を行った。傭兵部隊は敗走し落ち延びようとしたが、多くは切り殺されるかボスポラス海峡で溺死するかした。結果、ガラタ塔は十字軍の手に落ち、十字軍は金角湾の制海権を獲得した。その後、十字軍は10隻の艦隊を帝都の城壁にそって航行させ、十字軍が支援するアレクシオス皇太子の姿を正当な帝位継承者アレクシオス4世であるとして帝国民に見せつけた。十字軍は「若き皇位継承者アレクシオスを解放者として受け入れ歓迎するために城内で立ち上がるであろう」と予想していたものの、コンスタンティノープルの民からそのような反応を得ることはできなかった。逆に民衆は城壁の上から、予想外の反応に困惑する十字軍の兵士たちにヤジを飛ばしすらした。
7月11日、十字軍は市街北西部に位置するブラケルナエ宮殿と対面する形で布陣し、城壁に対して攻撃を開始した。最初の攻撃は守備兵によって撃退された。7月17日、十字軍の4部隊が城壁を陸から攻撃し、同時にヴェネチア軍が金角湾から城壁に攻撃を仕掛けるという2方面作戦を敢行した。そしてこの時、ヴェネチア軍は25の塔からなる城壁を制圧した。一方陸上方面ではヴァラング親衛隊が十字軍の侵攻を城壁上で押しとどめていた。その後、ヴァラング親衛隊は別の方面に転戦し、ヴェネチア軍は城内で発生した火事から逃れるため撤退した。この火災によって120エーカー（0.49 km2）もの範囲が焼き尽くされ、20,000人もの住民が住居を失った。
そしてアレクシオス3世は遂に攻勢に出た。17部隊・8,500人もの大軍勢を率いた皇帝は聖ロマノス門から出撃したのである。アレクシオス3世率いる大軍は7部隊・3,500人から成る十字軍と対峙したが、皇帝自身が戦意を喪失したことで一戦も交えることなく城内に退いた。劣勢でないにもかかわらず皇帝が撤退したことや市街で発生した大火の影響で城内の士気は著しく低下し、恥辱を受けたアレクシオス3世は帝都・臣民を放棄してコンスタンティノープルを脱出しトラキア地方のMosynopolisに逃亡した。しかし帝国軍指揮官たちは落ち延びたアレクシオス3世をすぐさま廃位して、代わりに前皇帝によって廃位されていたイサキオス2世アンゲロスを皇帝に再就任させることで、十字軍に付け入るスキを与えなかった。結果、十字軍は表向きの目的は達成したものの、実際の目的、つまりアレクシオス皇太子が（東ローマに臣民には知られずに）彼らに約束した報酬を得ることができないという苦境に立たされることとなった。十字軍はアレクシオス皇太子のアレクシオス4世としての共同皇帝就任が認められない限り、イサキオス2世の皇帝就任を承認しないと主張し、結果、8月1日、皇太子はアレクシオス4世アンゲロスとして共同皇帝に就任した。

### アレクシオス4世の治世

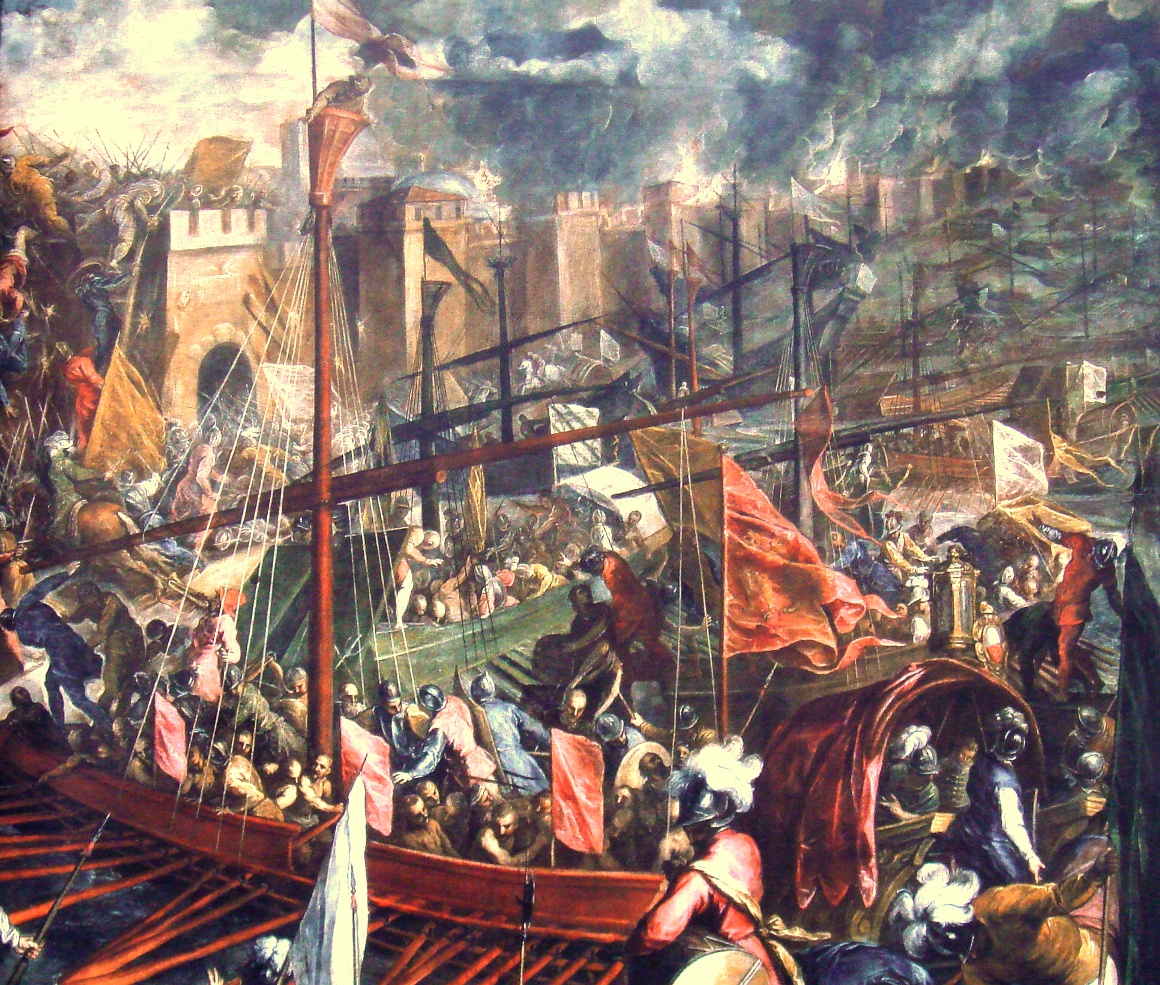
Capture of Constantinople by the Fourth Crusade in 1204

皇帝に就任したアレクシオス4世はやっと自分の約束が絵空事であったことを理解した。先の戦で逃亡したアレクシオス3世は1000ポンドの金や値が付けられないほどの宝石を携えて逃亡していたため、皇室財産は枯渇しかかっていた。アレクシオス3世は都中のイコンの破壊・溶解を命じ、これを基にすることで金銀を賄おうと試みたが、それでも100,000枚の銀貨にしかならなかった。この取り決めを知るすべてのギリシャ人にとって、彼の衝撃的な行動は絶望と弱体化した指導力の成れの果てであり、これらの行為は天罰に値するであろうとされた。当時のビザンツ人歴史家ニケタス・コニアテスはこの出来事を「ローマ国家の衰退への転換点」と位置付けた。
民衆のイコンを破壊させるという政策をとり続けることで彼らからの支持を失い
それが自身の命を脅かすのではないかと恐怖に苛まされた共同皇帝は、十字軍に対して協約期間を6か月延長するよう要請し、協約は1204年4月までに延長された。アレクシオス4世は十字軍から6,000人の兵を借りて政敵アレクシオス3世とアドリアノプールで対峙した。共同皇帝不在の8月中、城内で反乱が発生し多くのラテン人が虐殺された。報復としてヴェネツィア軍とその他の十字軍は金角湾方面から市街に乱入し、ムスリム人・ギリシャ人が守るモスクを攻撃した。（この頃のコンスタンティノープルには多くのムスリムが住んでいた。）城外に撤退する際に追撃を撒くために十字軍は市街に火を放ち大火を引き起こした。この大火は8月19日から21日まで続き、市街の多くを焼き100,000人もの人々が家を失ったと推定されている。
1204年1月、盲目の皇帝イサキオス2世が崩御した。恐らく自然死であったと考えられている。数か月間のあいだ帝都内外で断続的に続いた政治的緊張と暴動によって、民衆のアレクシオス4世に対する反発は高まり続けていた。そして遂に、東ローマ元老院はニコラオス・カナボスという若い貴族を新皇帝として選出した。しかし元老院の選出されたニコラオスは皇帝就任を固辞し続け、教会の庇護を求め大聖堂に逃げ込んでしまった。
その後、ビザンツ帝国における反十字軍運動はアレクシオス・ドゥーカスという貴族が率いた。protovestilariosという宮廷での役職を有していた彼は同時に軍を率いて十字軍との初期の小競り合いを指揮したことで、民衆からの人気を得るとともに軍事的にも一目置かれる存在となった。民衆からの人気を獲得したアレクシオス・ドゥーカスは、それに乗じてますます孤立を深めていたアレクシオス4世に対して行動を起こし、彼を帝位からはく奪した上で牢に入れ、2月初期に絞首刑に処した。アレクシオス4世の死後、彼はアレクシオス5世ドゥーカスとして皇帝に即位した。皇帝即位後、コンスタンティノープルの防衛設備の強化を行い、追加の守備部隊を招集するなどした。

### アレクシオス5世との戦争

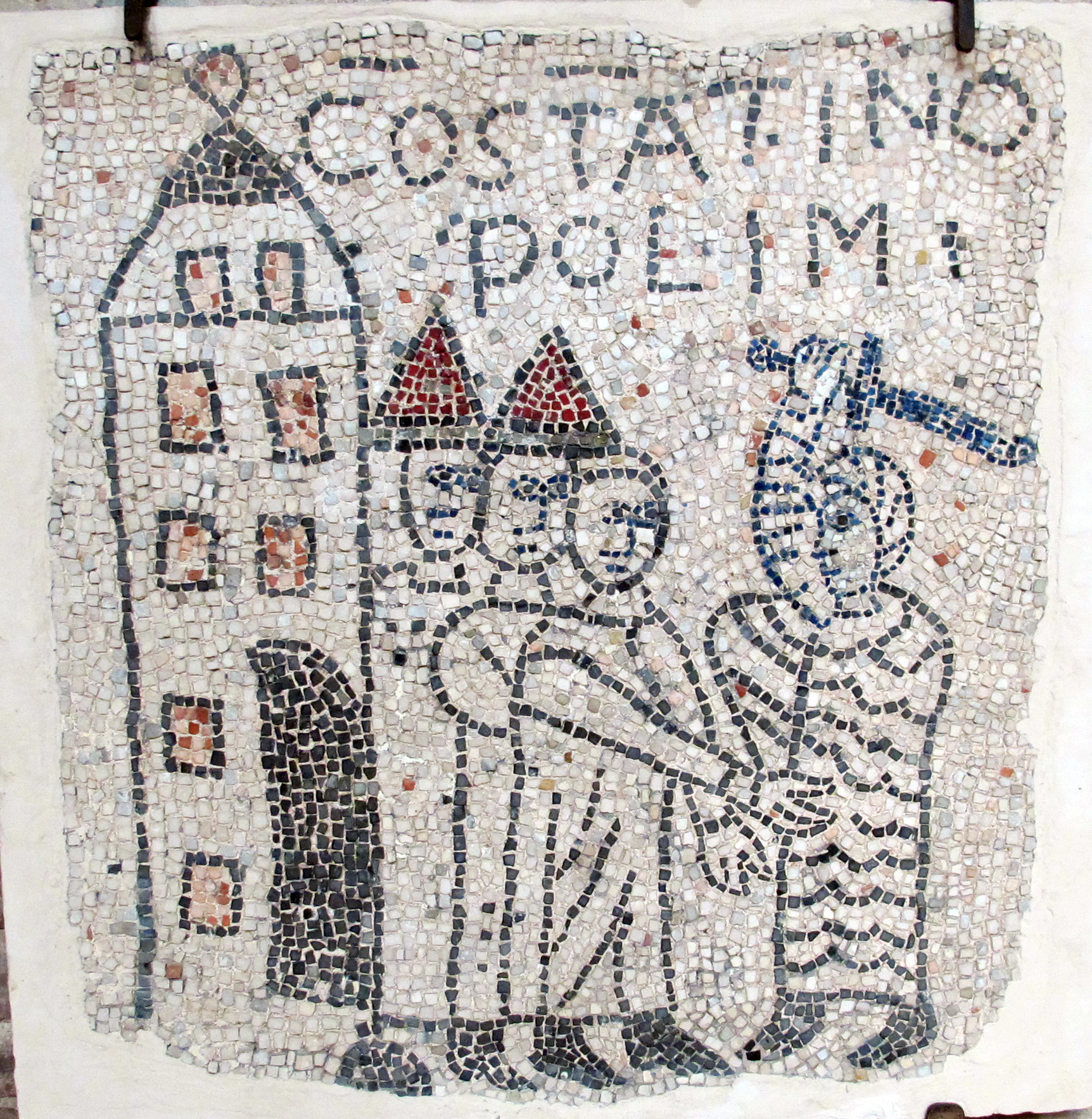
Venetian mosaic from 1213 depicting the fall of Constantinople

大切なパトロンを失った十字軍は激怒し、アレクシオス4世を殺害したアレクシオス5世に対して、4世が締結した協約を遵守するよう5世に対して要求した。アレクシオス5世はこの要求を拒絶し、十字軍はコンスタンティノープルに再び攻め上った。4月8日、アレクシオス5世の軍勢は固く帝都を守り抜き、十字軍の士気は大いにくじかれた。ビザンツ軍は十字軍の攻城兵器に大きな投擲武器を投げつけ、それらの多くを破壊した。また天候の悪化も十字軍の攻撃を大いに妨害する要素となった。海側の城壁付近では城壁から海峡に向けて風が吹き荒れており、十字軍の軍船は城壁に接近しずらい状況に陥っていた。海側の城壁にある数多くの塔の内、たった5つの塔しか十字軍の攻撃を受けず、そのうちどれも十字軍に制圧されることはなかった。結局、午後までに戦闘はおわり、十字軍の攻撃は失敗に終わった。
ラテン人聖職者は現状について話し合い、戦意を喪失している十字軍兵士たちに向けたメッセージを取り決めた。彼らは4月9日に起きた出来事が、この罪深い大遠征事業に対する神の裁きではないことを説得する必要があった。そして聖職者は兵士たちに対して、我々のこの遠征は正義に満ちた戦争であり、正しい信仰を守り続ければきっと成功するであろうと言い聞かせた。神が一時的な挫折を通じて我らの信仰を試しているという概念は、十字軍遠征での失態・敗退等の意義を聖職者が説明する際によく用いる手段であった。聖職者のメッセージは兵士たちを安心させ士気をあげるために作られた演説であったのである。彼らの「コンスタンティノープルへの攻撃は精神的な戦いである」という主張は主に2つの理由から成る。ひとつ目は、「敵のギリシャ人は我らが友人アレクシオス4世を殺害した裏切り者・人殺しである。」というもの。2つ目は「ギリシャ人はユダヤ教徒よりも劣悪な民族である。」というもの。聖職者は行動を起こすために神と教皇の権威を引き合いに出したのである。
教皇インノケンティウス3世は十字軍に対して再び、コンスタンティノープル攻撃を取りやめるよう要求していたが、聖職者たちは教皇からの書状を伏せたままに、十字軍は再びコンスタンティノープル攻撃の仕度を整え、ヴェネチア軍の海側からの攻撃と時を合わせ、陸上から城壁への攻撃を敢行した。アレクシオス5世の軍勢は十字軍に反撃すべく市内にとどまっていたが、給金が支払われなかったヴァラング親衛隊が市内から退散したことを受けて、アレクシオス5世は闇夜に隠れてコンスタンティノープルから脱出した。今回もアレクシオス3世のときと同様、代わりの皇帝をビザンツ貴族の中から選ぶ試みがなされたが、今回はあまりにも状況が混乱しすぎており、候補者の2人ともが皇帝就任のための十分な支援・支持を集めることができなかった。
1204年4月12日、天候が変わり十字軍に有利な状況が訪れた。強い北風のおかげでヴェネツィア艦隊が城壁に接近しやすくなったのである。城壁へと殺到した十字軍は短い戦闘を経て約70人が城内に進入することに成功した。そして数人の兵士が城壁に小さい穴をあけることに成功した。この穴は数人の騎士が同時に這い入ることができるほどの大きさであった。ヴェネチア軍もまた、海上から城壁に殺到したが、こちらは城壁の上でビザンツ歩兵と戦闘を繰り広げた。城内に残された主部塀の中で最も精強な部隊とされていたアングロ・サクソン人から成る戦斧隊（Axe bearers）は、十字軍に敗走・降伏する前に、東ローマ帝国から支払われている傭兵代以上の額で自分たちを再雇用するように十字軍と交渉を試みたとされる。十字軍は戦闘の末、コンスタンティノープル北西に位置するブラケルナエ地区を制圧し、ここを拠点として市街の残りの地区に攻撃を仕掛けた。ビザンツ軍は炎の壁で十字軍の侵攻を阻もうと試みたが、逆に市街の建物をさらに焼き尽くしてしまう羽目になった。この2度目の大火では15,000人が家を失った。その後4月13日、十字軍は完全にコンスタンティノープルを制圧した。

### コンスタンティノープル略奪

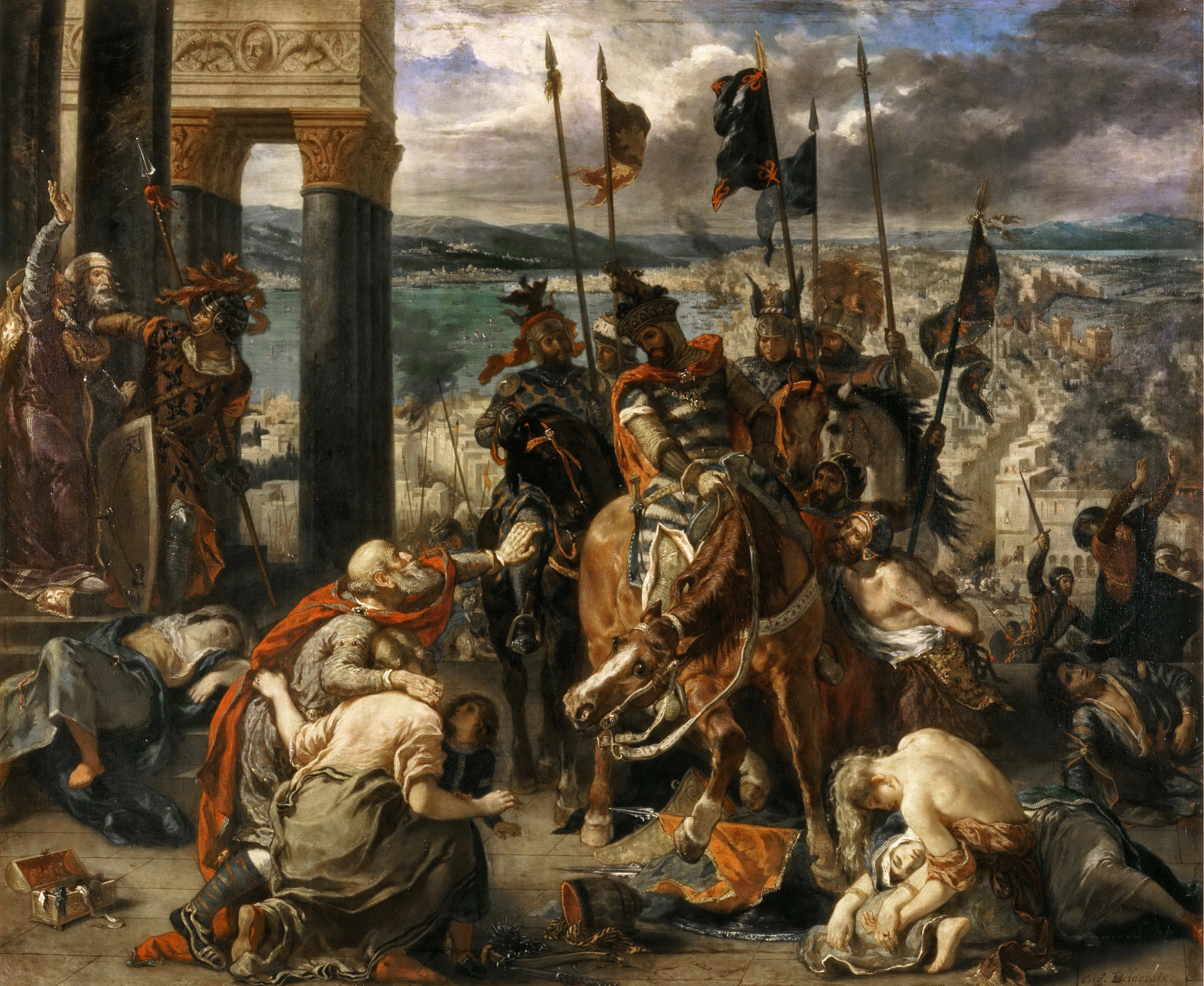
『コンスタンティノープルに乱入する十字軍』
(ウジェーヌ・ドラクロワ作 1840年)

コンスタンティノープルを制圧した十字軍は3日間の間、市街で略奪をし続けた。市内に残されていた古代ローマ時代、中世グレコ・ローマ風の芸術作品の多くは略奪されるか破壊された。多くの民衆は殺害され、彼らの財産は十字軍兵士に奪われた。教皇より破門宣告を受ける恐れがある行為ではあったものの、十字軍兵士は市内の教会や修道院を破壊し、汚し、財宝を略奪した。コンスタンティノープルでの略奪の被害額は銀硬貨900,000枚分にも及んだと伝わり、このうちヴェネチア軍は十字軍の滞納分として150,000枚を受け取った。対して十字軍は50,000枚の銀硬貨を受け取った。そして100,000枚の硬貨は全十字軍兵士の間でむらなく分け合った。残る500,000枚の硬貨は騎士たちがこっそり持ち帰ったとされる。 ニケタス・コニアテスやジョフロワ・ド・ヴィルアルドゥアン、ロベール・ド・クラリやコンスタンティノープルの破滅を記した無名のラテン人著者といったこの出来事を直接目撃していた者たちはみな、十字軍兵士たちの言語道断なこの略奪行為を非難している。
20⁻21世紀のアメリカ人歴史家en:Speros Vryonisは自身の著作『ビザンチウムとヨーロッパ』で略奪に関して以下のように記している。
ラテン人の兵士たちは、ヨーロッパ最大の都市に言葉で表せないような略奪を行った。彼らは3日間にわたって殺人、強姦、略奪、破壊を行い、その規模は古代のヴァンダル族やゴート族でさえ信じがたいものであった。コンスタンティノープルは、まさに古代とビザンツ芸術の博物館であり、信じられないほどの富を誇る商業都市であったため、ラテン人たちはその発見した富に驚愕した。ヴェネツィア人は（彼ら自身が半ばビザンツ人であったため）発見した芸術を理解し、その多くを保存したが、フランス人や他の者たちは無差別に破壊し、ワインを飲んだり、修道女を凌辱したり、正教の聖職者を殺害するなどして、気ままに休憩を取った。十字軍たちは、ギリシャ人への憎しみを最も劇的に、キリスト教世界で最も偉大な教会の冒涜という形で発散した。彼らは聖ソフィア大聖堂の銀製のイコノスタシス（聖障）、聖像画、聖書を打ち砕き、司教座には娼婦を座らせ、彼女が粗野な歌を歌いながら、教会の聖杯でワインを飲んだのである。東西の疎遠は何世紀にもわたって進行してきたが、コンスタンティノープル征服に伴うこの恐ろしい虐殺で頂点に達した。ギリシャ人たちは、たとえトルコ人がこの都市を攻略していたとしても、ラテン系のキリスト教徒ほど残忍ではなかっただろうと確信していた。すでに衰退状態にあったビザンツ帝国の敗北は、政治的退廃を加速させ、最終的にはビザンツ帝国がトルコ人の格好の餌食となるに至った。こうして第四回十字軍と十字軍運動は、最終的にはイスラムの勝利という結果を招いた。これはもちろん、十字軍の元々の目的とは正反対の結果であった。
インノケンティウス3世は自身が企図した遠征の経過を聞かされた際、恥と怒りで身が詰まり、十字軍遠征団を強烈に非難したという。

## 聖地
十字軍本隊はヴェニスからコンスタンティノープルへと向かう間に何度か離脱者を出している。彼らは一向に聖地に向かわず、挙句の果てには同じキリスト教徒に攻撃する指揮官らとは別行動をとり、誓いを果たすために独自に聖地に向けて進軍したのである。離脱者の多くは南イタリアのプーリャからアッコに向けて直接航海するルートを取った。ヴィルアルドゥアンによれば、十字軍参加者の大半は聖地に向かったが、一部がコンスタンティノープルへ向かったとしているが、ヴィルアルドゥアンは、残された部隊のコンスタンティノープル制圧という実績を誇張するために、あえて聖地へと向かうために脱走・離脱した兵士の数を誇張しているのであろうと考えられている。
現代の歴史家はヴィルアルドゥアンの主張を軽視する傾向にある。スティーヴン・ランシマンは「わずかな割合」の兵士が聖地に向かったとしており、また en:Joshua Prawerは彼らのことを「わずかな残党」と称している。直近の研究によればそれなりの規模の兵士が聖地へ向かっていたことが示唆されているが、それでも過半数には届かなかったという。ヴィルアルドゥアンによれば92人の諸侯が十字軍への参加したとされるが、そのうち23⁻26人が聖地へ向かったという。「脱走」の割合は派閥で異なり、フランス派閥の諸侯が最もこの割合が高かったとされる。十字軍に参加したフランドル出身の諸侯の内、聖地に向かい聖地の防衛力向上に一役買った諸侯は1割程であったが、イル・ド・フランス出身の諸侯のうちで聖地に向かった諸侯の割合は5割を超えていた。総じて300人の騎士とその従者が北フランスから聖地に向かった。ブルゴーニュ、オクシタニア、ドイツ、イタリア出身諸侯に関する文献はほとんど残されていないが、オクシタニア出身の部隊とドイツ出身の部隊に脱走者がいたことは確かだとされている。
説教者フルク・ド・ヌイイが集めた多額の資金はしっかりと聖地へ届けられた。1202年に亡くなるまでに、フルクはシトー大修道院に金銭を譲渡した。修道院長アルノー・アマルリックはそれを2回に分けてアッコに送付した。それらの財は1202年5月にシリアを襲った地震（en:1202 Syria earthquake）の影響で崩れてしまったアッコ市街の城壁や塔、その他の防御施設の補修費にあてがわれた。また1212年までにアッコには2重目の城壁が建造された。

### プーリャからアッコへ
十字軍参加者の中には、1202年夏の時点でそもそも本隊に合流せず、ヴェニスに向かわずピアチェンツァに向かい、そこから南進して南イタリアの港湾都市を経由して直接聖地に向かおうとした者も存在した。ニュリー領主ヴィラン・ド・ニュリー、アルジリエール領主アンリ・ダルジエール、ダンピエール領主ルナール2世、ヘンリー・ロンシャン、並びにGiles of Trasigniesといった面々が同様のルートをとった。彼らは皆で協調したり、共に進軍したりすることはなく、各々が独自の計画で聖地へ向かった。別々に進軍した彼らではあったが、最終的には数百の騎士とそれに付随する歩兵部隊がイタリアの港町を経由して聖地へと渡っていった。しかしこれらのルートに沿って聖地に馳せ参じた十字軍は規模があまりにも小さかったため、エルサレム王エメリー・ド・リュジニャンはこれらの微力な十字軍のためにアイユーブ朝との休戦条約を破棄するわけにはいかないとして、彼らに対してムスリムとの戦闘を行う許可を与えなかった。シャンパーニュ伯の直属の家臣であり多額の遠征資金を伯爵から下賜されていたレナール2世は、主のシャンパーニュ伯ティボー3世が立てた十字軍の誓いを果たすためにムスリムとの戦争を開始するようエメリー王に懇願したものの、結局アイユーブ朝とエルサレム王国は戦端を開くことはなかった。エメリー王の取り決めを受けて、レナールと彼の指揮下の80人の十字軍戦士はムスリムとの休戦条約を締結していなかったアンティオキア公国へ向かった。レナールはアンティオキアに向かわないように警告されていたものの、それを無視してエルサレム王国を後にした。そして道中で奇襲に遭い、レナールを除くすべての戦士が殺害された。レナールは捕虜として身柄を拘束され、その後30年間捕囚され続けた。
十字軍参加者の多くは、ザラ包囲戦のために本隊がザラに進軍を開始した時点で本隊から離脱して帰還したか、或いはイタリアに止まり続けた。中にはヴェネツィア艦隊に乗船せずに他のルートをとって聖地に向った者もいた。著名な歴史家ジョフロワ・ド・ヴィルアルドゥアンと同名の甥で、のちにアカイア公に就任することとなるジョフロワもそのうちの1人である。またフランス人騎士のエティエンヌ・ドュ・ペルケは病気のために本軍から離脱した。1203年3月に病が回復したエティエンヌは、南イタリアで現地に止まっていたRotrou of Montfort や Yves of La Jailleを含む他の諸侯たちと共に船に乗って、直接聖地に向かった。エティエンヌはその後、コンスタンティノープルを制圧し終わったあとの段階で本軍と合流した。
ザラ包囲戦の後にも、十字軍はより多くの離脱者を生んだ。十字軍指揮官たちはロベール・ド・ボーヴを教皇への使者としてローマに派遣したが、任務を果たしたロベールはそのまま聖地へ直行した。修道僧マルタン・ド・パイリ（Martin of Pairis）はローマに向かうロベールに同行し、その後シポントから出港してパレスチナへと向かった。1203年4月25日、マルタンはアッコに到着した。（当時のアッコではペストが流行していた。）当時の文献コンスタンティノープルの破滅によれば、ザダルで十字軍本隊の指揮官たちがアレクシオス皇太子の支援並びにコンスタンティノープル攻めを決定した際、約1000人の十字軍兵士たちに対して本体から離れて独自ルートで聖地に向かうことを許可したという。実際のところ、この段階で約2000人の兵士たちが本隊から離脱したという。この時離脱した者の多くは貧しく、彼らを輸送した2隻の船は道中で沈没した。また彼らとは別にドイツ人諸侯ガルニエ・ヴォン・ボーランド（Garnier von Borland）率いる部隊も本隊を後にした。
ザダルを出発する際、十字軍本隊は聖地に向けてルノー・ド・モンミライユ率いる使節団を派遣した。この使節団にはエルヴェ・ド・シャテル、ギヨーム・ド・フェリエール、ジョフロワ・ド・ボーモン、ジャン・ド・フルヴィル&ピエール・ド・フルヴィル兄弟らが参加していた。彼らは聖地に対する使節団としての役割を果たしたのちに、出発から15日以内で本隊に帰還する計画であった。しかし実際、彼らは役目を果たしたのちも、本隊がコンスタンティノープルを攻め落とすまで聖地に残り続けた。
1203年末から1204年初頭にかけての冬、レスター伯シモンがザダル攻めにうんざりした兵士たちから成る大規模な部隊を率いて本体から離れ、コンスタンティノープル攻め参加を拒否するという事件が起きた。シモン伯と彼の部隊は攻め落とされ廃墟と化したザダル市街への入城すら拒否し、ハンガリー領内に陣を敷いた。シモン伯の部隊には、彼の弟のギー・ド・モンフォール、シモン5世・ド・ヌフル、ロベール4世・ド・ボームワザン、ドルー2世・ド・ケルソンサックといった諸侯に加え、大修道院長ギー・ド・ヴォー＝ド＝セルネー、氏名不詳のケルカンソー修道院長が参加していたという。またその後まもなく、アンゲラン2世・ド・ボーヴが参加した。彼らはザダル近郊から沿岸沿いに北上してイタリア半島に入り、そこから沿岸沿いに南下してパレスチナへ海路で渡った。

### フランドル艦隊
フランドル伯ボードゥアンは何らかの理由で彼の軍団を2つに分け、片方は自身が率いてヴェニスに進軍し、もう片方は海路で進軍させた。（理由は不明）ボードゥアン伯が分離派遣したフランドル艦隊は、1202年にフランドルを出港し、ジャン2世・ド・ネスル、ティエリー・ド・フランドル、並びにニコラス・ド・マイィ指揮下で進軍した。当時の歴史家Ernoulによれば、艦隊は地中海に向かって航行を続け、道中にアフリカ沿岸部のムスリム都市（名前は不詳）を攻めたという。この都市はリヴォニア帯剣騎士団に譲渡され、艦隊はそのままマルセイユに向かい1202年から1203年の冬の間同地に停泊し続けた。マルセイユ停泊中、オータン司教ゴーティエ2世、フォレ伯ギグ3世、モレイユ領主ベルナール4世、アンリ・ド・エーレーヌ、ユーグ・ド・ショーモン、ジャン・ド・ビレール、ピエール・ブロモン、そしてゴーティエ・ド・サン＝ドニ&ユーグ・ド・サン＝ドニ兄弟と彼らの従者らが艦隊に参加した。
この頃のマルセイユの水夫たちは12世紀半ばから陸地の視認に頼らない航海術を用いた航行に従事していたため、他の地中海の港の水夫たちよりも陸地が見えない状態での航海経験が豊富であった。そして夏にはアッコまでたった15日で航海することができた。また、彼らは1190年の第3回十字軍でリチャード獅子心王の軍勢を輸送するのに十分な艦隊を持っていたため、マルセイユはフランス出身の部隊にとってヴェネチア経由で向かうより安価でアクセスしやすい港であったのである。
ボードゥアン伯はマルセイユ停泊中の艦隊に対して、1203年3月末までに出航してメソニ（ギリシャ南部）の沖合でヴェネツィア艦隊と合流するよう命じた。おそらくこの命令の中には十字軍がコンスタンティノープルを攻撃するという取り決めがなされたことを知らせる内容も含まれていた可能性が高い。フランドル艦隊は結局ヴェネツィア艦隊と合流せず単独で聖地に向かったのであるが、ボードゥアン伯の命令に従わなかったのはこの「コンスタンティノープル攻撃の取り決めを知らせる内容」が原因であったのかもしれない。もちろん、メソニ沖での合流を目指したもののヴェネツィア艦隊を発見することができず（ヴェネツィア艦隊は5月ごろまでメソニ沖に向かわなかった。）、仕方なくアッコに向かった可能性も考えられている。1203年4月25日、フランドル艦隊はおそらくマルタン・ド・パイリよりも先にアッコに到着したと考えられている。フランドル艦隊の一部は道中キプロス王国に立ち寄った。艦隊の指揮官ティエリーの妻ダムゼル・ド・キプロスがかつてキプロス島で反乱を起こし自身を東ローマ皇帝と称したビザンツ貴族イサキオス・ドゥーカス・コムネノスの娘であることから、ティエリーはダムゼルの名において自身のキプロス王位の継承権を主張していたためである。ティエリーと妻ダムゼル、そして彼らの支援する騎士に対してキプロス王エメリー・ド・リュジニャンは立ち退きを命じ、ティエリーの艦隊は王国を後にした。その後、艦隊はティエリーの義母の故郷であるキリキア・アルメニア王国に向かった。
アッコに到着していたフランドル艦隊は先のレナール2世が直面したのと同様な困難に遭遇していた。エルサレム王エメリーは、このような小規模な軍勢のみを当てにしてムスリムとの休戦条約を破棄する気にはなれなかったのである。このままでは十字軍としての誓いを果たすことができないことを理解したフランドル艦隊はここで2グループに分裂した。あるグループはアンティオキア公国に向かいそこで戦闘に従事した。そして残りのグループはトリポリ伯国に向かった。ベルナール4世やジャン・ド・ビレールはダンピエール領主レナール2世と合流したが、先述の通り道中で奇襲に遭遇し、レナールと共に長い捕囚生活を送ることとなった。ジャン・ド・スネル指揮官はアルメニア王国へ向かいそこで戦役に従事したが、アルメニア王国とアンティオキア公国がその後アンティオキア公位継承戦争が勃発し両国が戦争状態に陥ったことで、かつてともに十字軍遠征を行ったフランドル艦隊での戦友たちと剣を交えることとなった。以上のようにフランドル艦隊は散り散りになってしまったが、それから1203年11月5日までの間にエルサレム王国とアイユーブ朝との休戦条約が失効した。失効後、ムスリムはキリスト教徒の船2隻をとらえ、その報復でキリスト教徒は6隻のムスリムの船を制圧した。休戦条約失効の知らせを受けたフランドル戦士たちは十字軍の誓いを果たすべく。エルサレム王国に再集結した。
11月4日、マルタン・ド・ペイラとコンラッド（Conrad of Swartzenberg）は未だ進軍中の本隊に派遣された。エルサレムとアイユーブの休戦条約が失効したことを受けて、十字軍の本軍に対して早急に聖地に向かうよう要請する狙いがあった。1204年1月1日にマルタンたちは本隊と合流したが、本隊は既にコンスタンティノープルを激しく攻め立てている最中であったため、聖地へ急行する要請は聞き入れられず、彼らは役目を果たすことができなかった。

## 東西教会の分裂
ローマ教皇インノケンティウス3世は自身が始めた十字軍遠征が破滅的な結果をもたらしたことに関して、以下のように遠征に対して反発の意を示した。
さて、ギリシャの教会がいかにして数々の苦難と迫害に襲われようとも、彼女がラテン人たちの中に滅亡の例と闇の業しか見なかったというのに、どのようにして教会の一致と使徒座への帰依に立ち戻ることができるだろうか？今や、ギリシャの教会は道理にかなってラテン人を犬よりも憎んでいるのである。かつてキリストの御業を求め自らの利益を追い求めるべきではなかった者たちが、異教徒に対して振るうはずであった剣をキリスト教徒の血で濡らし、宗教、年齢、性別のいかんを問わず、何らの情けをかけなかった。彼らは人々の目の前で近親相姦、姦淫、淫行を犯し、婦人や乙女、さらには神に捧げられた者さえも、下卑た少年どもの欲望にさらしたのである。帝国の財宝を打ち壊し、貴族や庶民の財を略奪したことに満足せず、彼らは教会の財宝に手を伸ばし、さらにはより重大なことに、その神聖な所有物にさえ手を掛けた。彼らは祭壇から銀の皿を引き剥がし、それを互いに切り刻んで分け合った。聖なる場所を冒涜し、十字架や聖遺物を奪い去ったのである.

Template:More citations needed section

## 東ローマ帝国領に分割

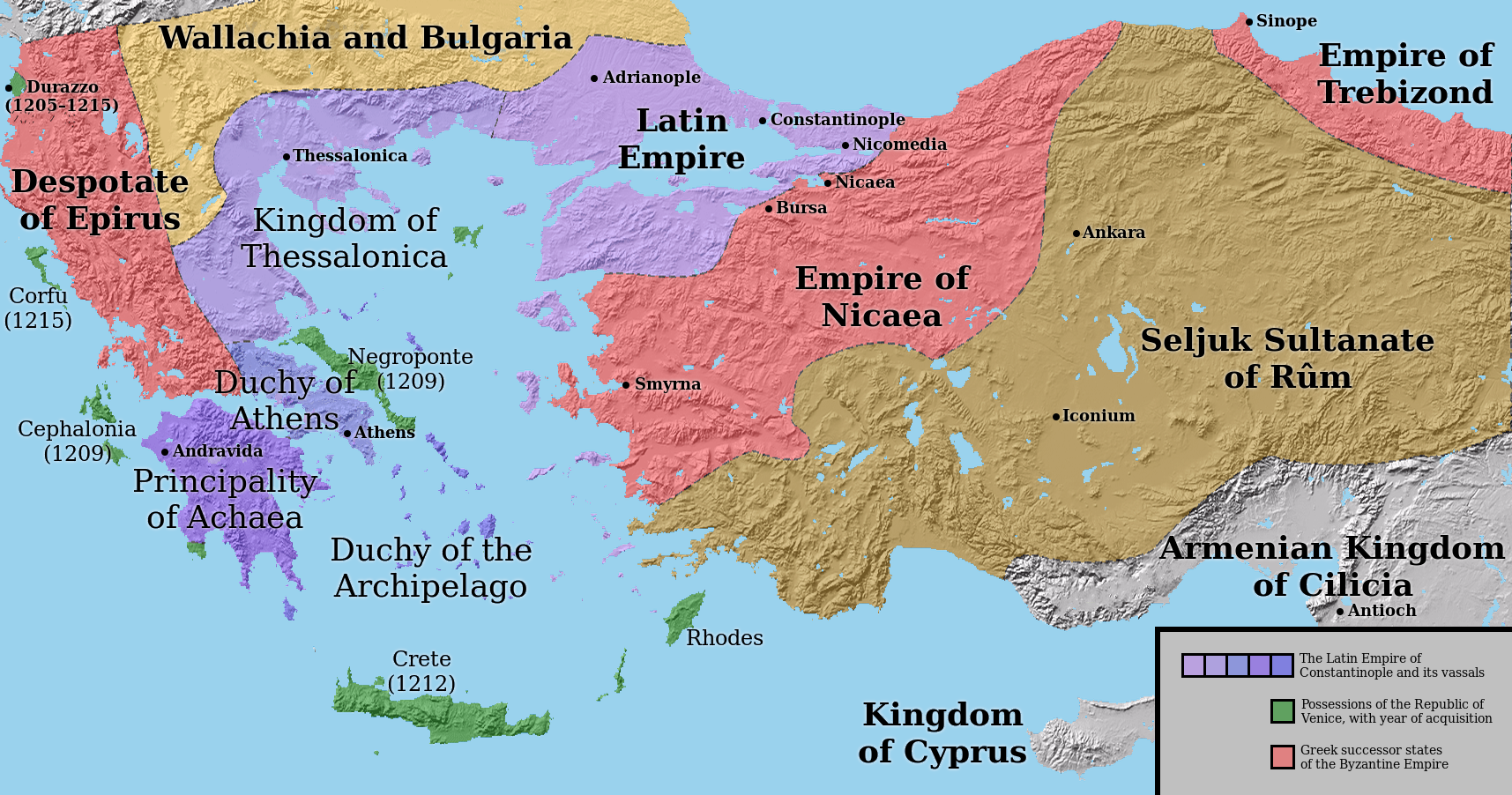
東ローマ帝国の遺領の分割後の勢力図。（1204年頃）
この地図の勢力範囲は正確ではないことに注意。

ローマ人の帝国領分割条約に基づいて東ローマ帝国の遺領はヴェネチア共和国並びに十字軍諸侯らで分割され、コンスタンティノープルには新たにラテン帝国が建国された。十字軍の総司令官であったボニファーチョ1世はラテン皇帝には推戴されなかったものの、民衆は彼を皇帝だと考えていたようである。皇帝に就任できなかったのは、ヴェネツィア共和国がボニファーチョが多くの東ローマ帝国皇族との有しており、またヴェネツィア共和国よりジェノヴァ共和国と深い関係を有していることを憂慮したためであると考えられている。実際、ボニファーチョの弟レニエ・ド・モンフェラートは東ローマ皇帝マヌエル1世コムネノスの娘マリア・コムネナ（1170年代から1180年代にかけて皇后であった。）と結婚しており、またボニファーチョの領分モンフェラート侯国はジェノバの隣国であった。それ故、十字軍は初代ラテン皇帝としてフランドル伯ボードゥアンを推戴した。ボニファーチョはコンスタンティノープルを離れ、ラテン帝国の従属国として新たにテッサロニキ王国を建国した。またヴェネツィア共和国はエーゲ海に散らばる群島をまとめてナクソス島を中心とする群島公国を建国した。一方、首都を奪われた東ローマ皇族たちは各地に散らばり残存国家を各地に建国した。アレクシオス3世の親族テオドロス1世ラスカリスが建国したニケーア帝国や、かつての東ローマ皇帝アンドロニコス1世コムネノスの末裔アレクシオス1世が建国したトレビゾンド帝国、アレクシオス3世の従兄弟ミカエル1世コムネノス・ドゥーカスが建国したエピロス専制侯国がその著名なものである。

### ヴェネツィア共和国の植民国家
ヴェネツィア共和国はこの分割条約でギリシャに多くの海外領土を獲得し、これはスタート・ダ・マール（海の州、または海の領土の意）の構成国となった。これらの国々の一部は1797年にヴェネツィア共和国自身が滅亡まで共和国の下に残っていた。
- クレタ（1211年-1669年）[65]：カンディア王国とも知られているこの国は、ヴェネツィアにとって最も重要な海外領土の一つであった。地元在住のギリシャ人によってたびたび反乱が発生したが、クレタ戦争（英語版）でオスマン帝国に奪われるまでヴェネツィアの支配下に置かれ続けた[66]。
- ケルキラ島（1207年-1214年、1386年-1797年）：もともとはジェノバ領であったが十字軍遠征後程なくしてヴェネツィアが征服した。しかしその後まもなくエピロス専制侯国に征服されたが、1258年にシチリア王国が征服した。それから島はアンジュー家の支配下に置かれ続けたが、1386年にヴェネツィアが再び領有し、1797年の共和国滅亡までヴェネツィアが領有し続けた。
- レフカダ島（1684年-1797年）：もともとはエピロス専制侯国支配下の島であったが、1479年にオスマン帝国の支配下に置かれたが、1684年にヴェネチアがオスマン帝国から奪取（英語版）したことでヴェネツィア共和国の支配を受け、共和国の滅亡までヴェネツィアの領土となった。
- ザキントス島（1479年-1797年）：もともとは宮中伯国ならびにエピロス専制侯国の支配下に置かれていたが、1479年にヴェネツィア領となった。
- ケファロニア島並びにイタキ島（1500年-1797年）：もともとは宮中伯国ならびにエピロス専制侯国の支配下に置かれていたが、1479年に一旦オスマン帝国の支配を受けた上で、1500年12月にヴェネツィア共和国によって攻め落とされ（英語版）、ヴェネチアの支配を受けた。その後、共和国が滅びるまでヴェネツィアの支配下に置かれ続けた[67]。
- ティノス島並びにミコノス島：1390年にヴェネツィア共和国に譲渡された[68]。
- ペロポネソス半島およびギリシャ本土のさまざまな沿岸の要塞
  - モドン（メソニ（英語版））並びにコロン（コロニ（英語版））：1207年に占領され、サピエンツァ条約（英語版）で承認を受けた[69]。その後は1500年8月にオスマン帝国に攻め落とされるまでヴェネツィアの支配が続いた[70]。
  - ナウプリオ（イタリア語:Napoli di Romania）:1388年にアルゴス並びにナウプリオ領主領（英語版）を購入した際にヴェネチアの支配下に置かれた[71]。1540年にオスマン帝国に攻め落とされるまでヴェネツィアの支配下にとどまった[72]。
  - アルゴス：ナウプリオと同様、ヴェネチアに売却された際にヴェネチアの支配を受けるはずであったが、譲渡される前にモレアス専制公が奪取したことで予定通りにヴェネツィアに譲渡されなかった。6年後の1394年にヴェネツィアの支配下に置かれたが[71]、1462年にオスマン帝国に攻め落とされた[73]。
  - アテネ：アテネ公ネリオ1世アッチャイオーリ（英語版）の継承者から獲得したが、Ⅰ402-1203年ごろに彼の庶子アントニオ1世アッチャイオーリ（英語版）に奪い返された。そして1405年に条約によってアントニオ1世に帰属することが取り決められた[74]。
  - パルガ（英語版）：エピルス地域沿岸部に位置する港町であるパルガは1401年にヴェネツィアに支配域に入った。ケルキラ島の属領として統治され、1797年に共和国が滅亡するまでヴェネツィア領であり続けた。共和国崩壊後の1819年、大英帝国によってテペデレンリ・アリー・パシャに譲渡された[68]。
  - レパント：アイトーリア地域の港町であるレパントは1390年にとあるヴェネツィア人船長によって占領され、1394年に町の住民らが町をヴェネチアに引き渡すと共和国に対して申し出たが、共和国はその申し出を拒否した。1407年、遂にレパントはアルバニアの貴族スパタ家（英語版）からヴェネツィアに対して売り渡された[75][76]。しかし1540年にオスマン帝国に攻め落とされた[72]。
  - パトラ：1年間で1000ドゥカートという契約の下で、パトラ大司教（英語版）から1408年から1413年、1417年から1419年にわたって貸借し続けた。これは大司教がこの町のトルコ人やビザンツ系ギリシャ人からの防衛を希望していたからである[77][78]。
  - 北スポラデス諸島（スキアトス島、アロニロス島、スコぺロス島）：東ローマ帝国領であったが1453年に帝国が滅亡したことを受けて、ヴェネチア共和国の支配下に移った。1538年にオスマン帝国の提督バルバロス・ハイレッディンに攻め落とされた。
  - モネンバシア：東ローマ帝国滅亡後もオスマン帝国に征服されることなく残り続けた帝国の前哨基地であり、1460年以降ヴェネチア共和国の支配を受け入れたものの、結局1540年にオスマン帝国に征服された[79]。
  - ヴォニツァ（英語版）：エピロス沿岸部の港町であり、1684年にヴェネツィア共和国によって征服された。イオニア諸島地域の飛び地として統治され、共和国崩壊までヴェネツィア領であり続けた。
  - プレヴェザ：エピルス沿岸部の港町であり、モレア戦争（英語版）の1684年に占領され、1717年に再び占領された。その後、イオニア諸島地域の飛び地として統治され、共和国崩壊までヴェネツィア領であり続けた。
- ペロポネソス半島（モレア半島（英語版））全域は、1680年代のモレア戦争（英語版）中に征服され、モレア王国としてヴェネツィア共和国の植民地となったが、1715年に再びオスマン帝国に奪われた（英語版）。

### ジェノヴァ共和国の海外植民国家
ジェノヴァ共和国は十字軍遠征後、ヴェネツィアからケルキラ島・クレタ島を奪取せんと試みたが失敗に終わっている。ジェノバ共和国の貴族たちは、東ローマ帝国がパレオロゴス朝時代に弱体化した際に付け込んで、しばしば歴代皇帝らと協約を締結することでエーゲ海北東部の諸地域を領有した。
- ガッティルシオ家（英語版）は形式的に東ローマ皇帝を宗主としたうえで、レスボス島（1355年-1457年）、リムノス島、タソス島（1414年–1462年）、サモトラキ島（1355年–1457年）、並びにトラキア地方の都市アイノス（英語版）（1376年-1456年）といった諸地域を領分とした。
- ジェノバ共和国キオス領（英語版）（1304年-1330年）：ポカイア港を含むこの領分は、ザッカリア家（英語版）が領有し、その後しばらく東ローマ帝国が占領した。そして1346年から1566年にかけてジェノヴァ共和国支配下の植民地自治組織「マオーナ」（英語版）が自治統治を行った。そして1566年にオスマン帝国に征服された。

### 十字軍国家
ラテン帝国をはじめとして、十字軍指揮官はみな東ローマ帝国領内に各々の領国を建国した。

南ギリシャ地方の1278年頃の勢力図。

- フィリッポポリス公国（英語版）（1204年-1230年以降）：トラキア北方に建国されたラテン帝国宗主下の公国。第2次ブルガリア帝国に併合された。
- リムノス島：ラテン帝国宗主下の領邦として建国された。ヴェネツィアの貴族Navigajoso家が1207年から領有を開始し、1278年に東ローマ帝国に征服された。この島の領主はラテン帝国宮廷ではメガス・ドゥクス（英語版）（大公）の爵位を帯びていた。
- テッサロニキ王国（1205年-1224年）：マケドニアからテッサロニキまでの地域を領有したこの王国は、十字軍の筆頭指揮官モンフェラート侯ボニファーチョ1世が建国した。ボニファーチョ王は十字軍勢力を南部に拡張させギリシャ南部にまでその勢力範囲を広げた。しかしボニファーチョがブルガール人との争いで殺害されると、王国の勢いは陰りを見せ、第2次ブルガリア帝国との抗争の影響で徐々に弱体化していった。最終的には、王国はエピロス専制侯テオドロス1世コムネノス・ドゥーカスによって征服された。ドゥーカスは王国を併合し、あらたにテッサロニキ帝国を建国した。
- サロナ伯国（英語版）（1205年-1410年）：サロナ地域（現在のアンフィサ）を中心としてテッサロニキ王ボニファーチョによって建国された国であり、テッサロニキ王国の従属国であった。その後伯国はアカイア公国の影響下に入り、続いてカタラン人（英語版）、ナバラ人の支配下に置かれ、1403年にホスピタル騎士団に売却された。そして1410年にオスマン帝国に征服された。
- ボドニツァ侯国（英語版）（1204年-1414年）：サロナ伯国と同様、テッサロニキ王国の従属国として建国され、のちにアカイア公国の影響下に入った。1335年にはヴェネツィアのGiorgi家が制圧し、1414年にオスマン帝国に征服されるまで彼らの支配が続いた。
- アカイア公国（1205年–1432年）：モレア（英語版）地域・ペロポネソス半島に勢力をもつ公国。建国から程なくして周辺で最も強大な国家となり、ラテン帝国の滅亡後も繁栄し続けた。公国の主要敵国は東ローマ残存国家の一つであるモレアス専制公国であり、1432年にモレアス専制公によって征服された。アカイア公はアルゴス並びにナウプリオ領主領（英語版）に対して宗主権を有していた。
- アテネ公国（1205年-1458年）：テーベ・アテネの2都市を首都とする公国で、アッティカ・ヴィオティア・テッサリアの一部地域に勢力を有していた。1388年にカタラン傭兵団（英語版）によって征服され（英語版）、その後フィレンツェ共和国の貴族Acciaiuoli家の手に渡った。当家は1456年にオスマン帝国に征服されるまでの間、アテネを統治し続けた。
- アルゴス並びにナウプリオ領主領（英語版）（1212年–1388年）：1211年から1212年にかけて続いた征服戦争の末に十字軍勢力が東ローマ系勢力から獲得した地域。両都市の支配権はアカイア公ジョフロワ1世・ド・ヴィルアルドゥアンからオットー・デ・ラ・ロッシュ（英語版）に対して領邦として下賜された。領主権はデ・ラ・ロッシュ家（英語版）・ブリエンヌ家（英語版）へと引き継がれ、宗主国のアテネ公国がカタラン傭兵団によって征服された後もブリエンヌ家が統治を続けた。またブリエンヌ家出身の領主は当地域でアテネ公爵として承認され続けた。1388年には両都市はヴェネツィアに売却された。しかしヴェネツィアに譲渡される前にアルゴスがモレアス専制公テオドロス1世パレオロゴスに攻め落とされ、また同時に彼の同盟者であるフィレンツェの貴族Acciaiuoli家がナウプリオを攻め落とした。すぐさまヴェネツィアはナウプリオを奪還したが、アルゴスはその後もしばらくの間東ローマ系勢力の支配下にとどまった。しかし1394年、アルゴスもまたヴェネツィアに征服された。
- 群島公国（1207年-1579年）：ナクソス公国とも称されるこの公国は、サヌード家（英語版）が建国した公国である。ナクソス島を中心としてキクラデス諸島に勢力を有した。1383年に公爵位はクリスポ家（英語版）に継承され、1537年にはオスマン帝国に臣従した。1579年、最終的にオスマン帝国に併合された。
- ネグロポンテ三頭政治国（英語版）（1205年-1470年）：ネグロポンテ（現在のエヴィア島）に勢力を有した国。テッサロニキ王国の従属国として誕生し、その後アカイア公国に属した。ネグロポンテは3つの支配域に分裂しており、それぞれの地域には2人の貴族が統治者として君臨していた。この分裂状態はヴェネツィア共和国にとって有利に働き、ヴェネツィアは諸地域間の仲介者としてネグロポンテの政治に介入し影響力を行使した。そして1390年までにヴェネツィアは実権を奪い、ネグロポンテを直接統治するようになり、1470年までヴェネツィアの支配下に置かれた。しかしオスマン帝国との戦争（英語版）によりヴェネチアはネグロポンテを喪失し、代わってオスマン帝国が当地域を領有するようになった。
- ケファロニア並びにザキントス宮中伯国（英語版）（1185年-1479年）：イオニア諸島を構成するケファロニア島・ザキントス島・イタキ島に勢力を有した宮中伯国。1300年ごろにはレフカダ島を支配下におさめた。シチリア王国の従属国として建国されたのが始まりで、1195年から1335年までの間、オルシーニ家が代々宮中伯に就いた。その後短期間の間、アンジュー家出身者が伯位に就いたが、1357年にトッコ家（英語版）に爵位が継承された。1479年にヴェネチアとオスマン帝国によって分割され滅亡した。
- ロードス島：1310年にホスピタル騎士団によって征服（英語版）され、騎士団の拠点となった。騎士団はロードス島統治を続けるとともに、周辺のドデカネス諸島をも支配下に置いた。しかし1522年、オスマン帝国の侵攻を受けて騎士団の諸島支配は終焉を迎えた。

## フランコクラティア
フランコクラティアとは、1204年の十字軍遠征以降におけるギリシャにおける時代区分の一つである。これは遠征によって東ローマ帝国領に数多くのフランク人の国とイタリア人の国が乱立したことに名前が由来する。ギリシャ語ではΦραγκοκρατία、ラテン語ではFrancocratiaと表記され、英語では「フランク人の支配」を意味するFrancocracyとの表記がなされることがある。また、ラテノクラティア（ギリシア語: Λατινοκρατία、 ラテン語: Latinocratia、「ラテン人の支配」）とも称されることもある。またヴェネツィア共和国の支配地域においてはヴェネトクラティア、またはエネトクラティア(ギリシア語: Βενετοκρατία or Ενετοκρατία, ラテン語: Venetocratia, 「ヴェネツィア人の支配」)とも称される。
フランコクラティア（Frankokratia）とラティノクラティア（Latinokratia）という用語は、正教会のギリシャ人が、西方のフランス人およびイタリア人に対して使った名前に由来している。彼らはかつてカロリング帝国の領土に属していた地域から来た人々であり、フランク王国はローマの権威と権力が崩壊した後、西ローマ帝国の遺領の大部分を支配していた政治体制であった。フランコクラティア時代の期間は地域によって異なる。フランク系国家がたびたび分裂して勢力関係が一変したり、ギリシャ系の後継国家が多くの地域を再征服したりしたため、政治状況は非常に不安定だった。
イオニア諸島や19世紀初頭までヴェネツィアの手に残ったいくつかの島や要塞を除いて、ほとんどのギリシャ地域におけるフランコクラティア時代の終焉は、主に14世紀から17世紀にかけて行われたオスマン帝国の征服活動によってもたらされた。これにより、いわゆるトルコクラティア時代が始まった。その後の半世紀の間、政治的に不安定なラテン帝国はヨーロッパの十字軍のエネルギーを大量に吸い取っていき、第4回十字軍の遺産として、ギリシャのキリスト教徒たちに深い裏切りの感情が残されることとなった。1204年の出来事により、東西教会の分裂は完全なものとなり、さらに固定化されたのである。
フランコクラティア時代において、コンスタンティノープルを占領したラテン帝国には数多くの敵が存在した。コンスタンティノープルの占領を完遂した十字軍であったが帝国領全土を制圧すことはできず、各地に散らばった東ローマ系残存勢力と長期的に対峙する必要に迫られたのである。東ローマ系の残存勢力は自身こそが正当な東ローマ帝国の継承者であると自任しており、ギリシャ北西部のエピロス専制侯国、アナトリア半島西部のニケーア帝国、アナトリア半島北東部並びにクリミア半島のトレビゾンド帝国などがその筆頭であった。それらのローマ系諸国に加えて、十字軍は第2次ブルガリア帝国といったキリスト教系国家、ルーム・セルジューク朝やモンゴル帝国、より具体的にはジョチ・ウルスといったムスリム・遊牧民族系の国家とも対峙しなければならなかった。つまるところ、十字軍は新たな占領地域を恒久的に守り抜くのに必要な兵力を十分有していなかったのである。
分裂した東ローマの残存国家は、十字軍、ブルガール人、トルコ人、そしてお互いに戦いを繰り広げた。政情不安定なラテン帝国は、ヨーロッパの十字軍のエネルギーを大量に吸い取った。第4回十字軍とフランコクラティアの遺産として、ギリシャのキリスト教徒には深い裏切りの感情が残された。1204年の出来事により、東西教会の分裂は完全なものとなり、さらに固定化された。フランコクラティア時代には、ギリシャ全土に広がった様々なラテン-フランス系諸国、特にアテネ公国とアカイア公国が東西ヨーロッパ間文化交流をもたらし、またギリシャ語の研究が進んで行われた。また、フランス文化の影響も見られ、特に『ローマ帝国の巡回裁判』という法典の編纂がその著名な例として挙げられる。この頃に編纂された年代記：『モレア年代記』はフランス語とギリシャ語で編纂され、のちにイタリア語版とアラゴン語版が編纂された。ギリシャには今でも十字軍の城やゴシック様式の教会の遺跡が残されている。それにもかかわらず、ラテン帝国は常に不安定な基盤の上に成り立っていた。
コンスタンティノープルは1261年、ジェノバ共和国による艦隊支援をうけたミカエル8世パレオロゴス率いるニケーア帝国軍によって再征服された。首都を奪還したことで、一時的に崩壊していた東ローマ帝国は復活を成し遂げた。回復後、帝国はヴェネツィアとの通商も再開したが、ニケーア人は同盟国のジェノバに見返りとしてガラタ塔を割譲することとなった。
第4回十字軍には、他にもより大きな歴史的影響があった。フランコクラティアの時代、政情不安が続いた東ローマ帝国の旧領はアナトリアのセルジューク朝に恒久的に争奪され、南ギリシャ地域並びにギリシャ沿岸の諸島は主に十字軍、イタリアの貴族、およびヴェネツィアの支配下にとどまっることとなった。ビザンツ系ギリシャ人のエピロス専制侯国さえも別のイタリア貴族の家系によって統治されることになった。最終的には、これらの十字軍国家のほとんどは、ビザンツ帝国ではなくオスマン帝国に併合されることになる。また、何とか回復を遂げた東ローマ帝国ではあったが、十字軍遠征の折に行われた略奪行為によって帝国の財政は底をつきかけていた。これらの事情が要因となり東ローマ帝国は大幅に力を落とし、遂にはオスマン帝国のスルタンメフメト2世によって、1453年に滅ぼされることとなった。ローマの継承国家を滅ぼしたオスマン帝国はこの地に新たな時代「トルコクラティア」をもたらすこととなる。

## 十字軍に対する反応

### 当時の人々による帝都略奪に対する反発
クシー領主アンゲラン3世、レスター伯シモンらをはじめとする著名な十字軍参加諸侯はザドラ並びにコンスタンティノープルに対する遠征に反対し、これらの包囲戦に参加せずに十字軍本隊から離脱した。実際、コンスタンティノープル市街での襲撃には多くの十字軍戦士が参加を見合わせたか、もしくは何らかの事情で厭々参加したと考えられている。
ビザンツ学者ジョナサン・ハリスは自身の著作において、「コンスタンティノープル攻めが取り決められた際、多くの十字軍兵士が本隊から離脱し自ら聖地へ向かった。本体に残ったものは経済的・感情的な脅しに付け込まれていた場合にのみ、非常に消極的に取り決めを承認した。そしてこれrの兵士は1204年4月の最終攻撃当日ですら、攻撃をためらっており、このような状況でキリスト教徒の都市を攻撃するのは果たして本当に正しい行いなのであろうかと疑い続けていた。」と記している。
特に、両都市の包囲戦に不参加であったフランス人騎士レスター伯シモンは歯に衣着せぬ物言いでこの十字軍の取り決めを批判していた。彼は同行する諸侯や自軍らと共に十字軍から離脱したのち、ハンガリー王イムレの元を訪れたのち、アッコへ向かった。同様にフランドル艦隊もまたアッコに直行した。
修道僧で詩人でもあったギオ・ド・プロヴァンスは十字軍が教皇の貪欲さを非難した際、風刺的な詩を記してそれに反応している。また、幾分かのちの時代ではあるが、ラングドック出身のミンストレル（宮廷につかえた職業芸人。吟遊詩人を指すことも。）のen:Guilhem Figueiraはシルヴェンテス（抒情詩。雇われ兵の視点から当時の出来事について詠った詩）を記し、これらの告発について繰り返し詠い、貪欲さは十字軍の背後に隠された主な要素であると主張した。
彼は以下のように詠った。
偽りのローマよ、貪欲は汝を絡め取り、羊たちの毛を刈りすぎるのだ。聖霊よ、肉をまといて世に来たりし方よ、我が祈りを聞き入れ、ローマのくちばしを打ち砕け！汝と和解することは決してない、ローマよ。なぜならば、汝は我らとギリシャ人に対して虚偽と不誠実に満ちているからである [...] ローマよ、汝はサラセン人にはほとんど害をなさぬが、ギリシャ人とラテン人を虐殺するのだ。地獄の火と破滅の中にこそ、汝の座はあるのだ、ローマよ。
教皇インノケンティウス3世もまた、この略奪行為を非難した人物の1人であった。彼はコンスタンティノープルでの略奪を許可したわけでもなく、そもそも知りもしていなかった。そもそも教皇は十字軍に対して東ローマ帝国への攻撃を許可しておらず、指揮官のボニファーチョ1世に対して「十字軍はいかなるキリスト教徒も攻撃してはならず、できるだけ早く聖地へ向かわねばならない。」と指示を与えていた。その後惨劇を耳にしたインノケンティウス3世は、ボニファーチョ1世に対して怒りの書状を2通送っている。
以下はそのうちの1通である。
どうしてギリシャ教会が... 再び使徒座と教会の結束を取り戻し、その権威に忠誠を誓うことができるだろうか。ラテン人たちの中に、苦しみの例や地獄の業以外の何も見ていないのに、それゆえ今や彼らを犬よりも憎むのは当然のことであろうか？... 彼ら（＝ラテン人）は皇帝の財宝を掠奪し、諸侯や下級の者たちの戦利品を奪い取るだけでは満足せず、その手を教会の宝物にまで伸ばし、さらには、祭壇から銀の板を剥ぎ取って互いに砕きあい、聖具室や十字架を冒涜し、聖遺物を奪い去ったのである。
歴史家en:Robert Lee Wolffはインノケンティウス3世の2通の手紙を「ギリシャ人に対する教皇の初期の理解の精神」を示すものと解釈している。
当時のムスリム人歴史家で唯一イブン・アスィールだけがコンスタンティノープルでの略奪について詳細に記している。彼はその出来事を「古代とキリスト教文明の何世紀にもわたる遺産に対する略奪、虐殺、そして無差別な破壊の規模という点で前代未聞の残虐行為であった」と記している。

### 現代の評価
著名な中世学者であるスティーヴン・ランシマンは1954年に「第4回十字軍ほど凄惨な人道に対する罪は存在しない。」と記した。歴史家のマーティン・アルバギによれば、「1204年の第4回十字軍の転換は、中世の歴史の大きな残虐行為の一つであり、教皇インノケンティウス三世はその主な責任をヴェネツィアに負わせた」という。第4回十字軍を巡る議論は、コンスタンティノープルの占領が本来の目的だったのかについて学界で意見の分かれる原因となっている。従来の立場はそれが目的であったとするが、ドナルド・E・クエラーとトーマス・F・マッデンは1977年の著書『The Fourth Crusade』でこれに異議を唱えた。
コンスタンティノープルは、進撃するイスラム勢力からヨーロッパを守るキリスト教の要塞と見なされており、第4回十字軍による都市の略奪はこの東方の砦に取り返しのつかない打撃を与えた。ギリシャ人が57年に及ぶラテン人支配の後にコンスタンティノープルを奪還したものの、東ローマ帝国は第4回十字軍によって弱体化していた。コンスタンティノープルと北西アナトリア、南バルカン半島の一部に縮小された帝国は、1453年にオスマン帝国によって征服された。
800年後、ローマ教皇ヨハネ・パウロ2世は二度にわたり第4回十字軍の出来事に対して悲痛の念を表明した。2001年には、アテネ大主教クリストドゥロスに宛てた書簡で、「聖地への安全路を確保しようと出発した十字軍戦士の刃が、同じ信仰を持つ兄弟たちに向かったことは悲劇的である。彼らがラテン系のキリスト教徒であったという事実に対し、カトリック教徒に深い遺憾の念を抱いている。」と述べた。2004年、コンスタンティノープル総主教ヴォルソロメオス1世がバチカンを訪れた際には、「8世紀を隔ててなお、どうしてその痛みと嫌悪感を共有せずにいられようか」と述べた。これは第4回十字軍の戦士たちが行った虐殺に対するギリシャ正教会への謝罪と見なされている。
2004年4月、都市の陥落800周年に行われたスピーチで、コンスタンティノープル総主教ヴォルソロメオス1世は正式に謝罪を受け入れた。「和解の精神は憎しみよりも強い」とフランス・リヨンのフィリップ・バルバラン大司教が出席した礼拝の中で語った。「第4回十字軍の悲劇的な出来事に対する温かいご配慮を感謝と敬意をもって受け入れます。800年前、この都市で犯罪が行われたのは事実です」。ヴォルソロメオス1世は、その受け入れを復活祭の精神で行ったと述べた。「復活の和解の精神...それは私たちの教会の和解へと私たちを駆り立てるのです」。
第4回十字軍は、教皇庁が計画した主要な十字軍の最後の一つであったが、すぐに教皇の統制を離れてしまった。第5回十字軍では世俗の指導者たちと教皇の使節の間のいざこざで崩壊し、その後の十字軍は主にエジプトを対象に、個々の君主によって指導された。次の十字軍である第6回十字軍では、エルサレムを15年間にわたりキリスト教の支配下に戻すことに成功した。